# 機動戰士GUNDAM SEED系列機體列表
機動戰士GUNDAM SEED系列機體列表，主要內容為日本動畫作品《機動戰士GUNDAM SEED》、《機動戰士GUNDAM SEED DESTINY》、《机动战士GUNDAM SEED C.E.73 STARGAZER》、《機動戰士GUNDAM SEED FREEDOM》及附属作品所构成的宇宙纪元所登場的机动战士与机动装甲。

## 地球聯合軍

### MS

#### 试作型
地球联合军的GAT-X系列和CAT1-X（1〜3）/3 Hyperion的操作系统开机画面显示的名称为General Unilateral Neuro-link Dispersive Autonomic Maneuver。GFAS-X1 Destroy的操作系统开机画面显示的名称为Gigantic Unilateral Numerous Dominating AMmunition。

##### G兵器开发计划（大西洋联邦）
由歐普秘密協助地球聯合的G計畫於海利歐波里斯所開發的實驗型MS，為將來地球聯合軍提升戰力，取代MA所做。

###### 前期的GAT-X系列
- GAT-X102 決鬥鋼彈（Duel Gundam）[註 1]

- 為伊薩克·焦耳所駕駛的機體。決鬥高達出廠時，是X100系中最為標準、同時也是最早完成的一機，只有CIWS、步槍、光束軍刀及盾牌。作為X系列原型機，設計以應對聯合軍各種武器為前提，故此掌心設有供電插槽，武器透過插槽供電，因此使發射時間較內置電源武器更長。此機以MS戰為目的而製造，因此也有PS裝甲。在PS裝甲啟動後以藍、灰白兩色為主。基本武裝和攻擊鋼彈相似。為地球聯合軍五台作為其初代MS開發的G兵器之一，但遭札夫特所強奪。地球聯合軍之後利用機體資料再次製作本機，並於投入於測試及實戰，再收集足夠資料後由阿克泰昂企業開發出後繼機GAT-X1022 蔚藍決鬥高達（Blu Duel Gundam）。

- GAT-X103 暴风高达（Buster Gundam）
- GAT-X105 攻擊鋼彈（Strike Gundam）

- 劇中前半為基拉·大和之座機，後半改由穆·拉·福拉卡搭乘。機體名「Strike」在英語有「攻擊」、「突擊」、「強襲」之意。特徵為白、藍、紅一GUNDAM機設常見的三色著色，本機的最大特徵是獨自的裝備換裝機構「攻擊者背包系統（Striker Pack System）」GUNDAM戰記超百科</ref>，可對應各種戰況做合適的裝備換裝，達到一機擁有與各種專用機同等以上性能的目的。本機共有翔翼型（Aile）、巨劍型（Sword）和重砲型（Launcher）三種攻擊者背包（Striker Pack），均裝備了當時戰場上仍屬少見的光束兵器。另外也內藏了兼作機體預備電源的電池，如此一來可在戰鬥中同時接受補給，並即刻返回戰線。

- GAT-X207 電擊鋼彈（Blitz Gundam）
- GAT-X303 神盾鋼彈（Aegis Gundam）

###### 后期的GAT-X系列
為阿茲萊爾財團旗下國防企業的機體，以前期GAT-X系列的資料為基礎開發的後期GAT-X系列新銳機體系列
- GAT-X131 瘟神鋼彈（Calamity Gundam）

本機机体采用了联合军最新开发的TP装甲（TransPhase Armor），驾驶舱、电脑、动力部分等的内部装置有PS装甲，平时这些PS装甲并不启动。而装甲内部埋有能瞬间启动PS装甲的感应器，当受到敌方的实体武器攻击时，若要到达重要部位，必定先要穿透多层的装甲。这段时间足以让冲击力传到感应器，启动PS装甲，将攻击力完全消减。而在外观上颜色不会有变化，无法看出PS装甲启动与否，并且平时不启动，大大延长了作战时间。
瘟神鋼彈承袭了GAT-X103 暴风鋼彈的设计概念，擅长长距离炮战，背部配备有一组「衝擊」（Schlag）125mm 二連裝高能量長射程光束砲，右手持有「亡者之路」337mm 电浆穿甲火箭炮，左手则是「甲虫二式」115mm 二连装冲角炮攻盾系统，胸部中央还加装了「海妖魔獸」（Scylla）580mm 複列位相能量砲。相对的，该机不善于近距离格斗战，未装备光束剑等格斗战用武器。
- GAT-X133 巨劍型瘟神鋼彈（Sword Calamity）

為GAT-X131 瘟神鋼彈的衍生機。對照原型機的砲戰特化，衍生機更重視接近戰；捨棄兩肩光束砲背包、攜行式的大型火箭砲和盾上的光束砲，以重火器的撤廢得到輕量化以換取機動性、運動性的向上（机体肩部增设了推进器），並用两柄「槍刀」15.78m對艦刀代替了背部原先的2连装「衝擊」（Schlag）125mm 二連裝高能量長射程光束砲，腕部加装了两面铁装甲火箭锚，肩部也增设了两枚光束回旋镖，另外还有两柄腿部战斗小刀，唯一保留自原機的武裝是胸前的「海妖魔獸」（Scylla）580mm 複列位相能量砲，但為避免過度消耗能源而把輸出限制在本來的30%內；另外，本機搭載OS也調整為一般自然人駕駛員用。建造了三部，但只有1號機是從另一部原裝瘟神鋼彈改裝過來，因此與直接生產的後兩機相比可見機身顏色混雜許多
- GAT-X130 翔翼型瘟神鋼彈（Aile Calamity Gundam）

是在GAT-X131 瘟神鋼彈的基础上搭载飞行模组后得来的机体。机体仍然使用TP装甲（TransPhase Armor），驾驶舱、电脑、动力部分等的内部装置有PS装甲。该飞行模组为全新设计，赋予了本机在地球大气圈内飞行的能力与极佳的机动性。机翼上也搭载了许多武器，包括两挺三连装120mm格林机枪（Triple-barrel Gatling Gun）、两门二连装57mm肩部加农炮（Dual Shoulder Cannon）和两个四连装220mm多用途导弹舱（4-tube Multipurpose Missile Pod），还可以选择性搭载瘟神鋼彈的2连装「衝擊」（Schlag）125mm 二連裝高能量長射程光束砲。机体腕部搭载有光束手笼，除了当作小型盾牌外也可取下，利用生成的光束当作近战武器使用。
本机的主兵装是手持式空战用複合武器「天鹰座」（Aerial Battle-use Composite Weapon "Adler"），该武器具有战锤、步枪A、步枪B、长枪四种模式。
战锤模式下是利用尖锐的锤头打击敌人。步枪A模式将锤头向下翻折，方便抗在肩上射击。步枪B模式将锤头向后翻折，方便用手臂夹在侧腰射击。长枪模式下锤头上的光束生成器会生成光束，利用生成的光束突刺敌机。
- GAT-X252 禁斷鋼彈（Forbidden Gundam）

禁斷鋼彈延续了GAT-X207 電擊鋼彈的X200系骨架，同样属于活用幻象化粒子的特装机体，强化奇袭能力，机体的能量包、推进器和大型武器群全部装设于背包组件上，拥有在大气圈内的飞行能力，同时也拥有水中续航战斗的能力。
为了执行潜入奇袭任务，禁断高达的背包组件可以上翻以覆盖头部，变形为高速突击形态，该形态下机体拥有独立飞行的能力。
武装方面，禁断高达胸部搭载了可任意弯曲射线的诱导式“凶鹫”等离子炮，依靠诱导轨道产生的幻象化粒子磁场来扭曲光束粒子运动方向，从而达到弧线射击的效果，打破了普通固定式光束炮射角单一的局限。机体头部是75mm對空自動火神炮，腰部配备有两门「獠牙」88mm 磁道炮，双臂则装置了「火之臂」115mm 机关炮，手中的武器是「邪龙」重刎首镰，其中“邪龙”的刀刃得益于技术卫星“墓场”的特殊钢锻造技术，巨大弯曲的刀刃拥有大面积斩击范围，能够轻易斩断战舰舰桥。
此外，禁断高达另一项活用幻象化粒子的产物便是其能量偏向弹性装甲，除了能够有效抵御实弹武器的攻击外，还能够通过扭曲散逸敌方的武器光束的形式，实现防御光束攻击的效果。
- GAT-X255 蔚藍禁斷鋼彈（Forbidden Blue）

是地球聯合軍為對抗札夫特軍的水中型MS——UMF-4A 古恩及UMF-5 佐諾為目的而開發的GAT-X252 禁斷高達的衍生機，合計製造了4架。技術人員將GAT-X252所使用的能量偏向裝甲轉用為耐壓殼，由此誕生了這款聯合軍最初的水中專用機。本機最大的特徵便是依賴於能量偏向裝甲的耐壓構造，被改造的背殼兩側部的裝甲列可通過控制機體周圍的水分子來有效減輕水壓，同時還緩和了機體與水之間的摩擦，使機體能發揮出100節以上的航行速度。這個系統在理論上可以向陣持續提供能量，無限增加航潛深度。另一方面，由於沒有獨立的耐壓殼，一旦發生故障停止了能量供給，水壓便會暫態將機體壓壞。但本機畢竟是試作機，水壓問題被有意無意地忽視了，以至於測試駕駛員將本機稱為“禁斷棺材”。為了防止萬一，機體駕駛艙周邊部分採用了強化鈦合金制耐壓殼。由於是水中型機體，除了推進器群以外，本機所搭載的武器也進行了全面的改裝。背殼中央的武器由誘導式電漿炮改為聲子激微波炮，在殼左右的裝甲陣裡裝備了比聲納波還快的超音速魚雷及接近戰用釘甲，頭部的75mm對空自動火神炮及腕部的「火之臂」115mm 机关炮因浮上時戰鬥需要而被保留了下來，另外，技術人員在口內部新設了自動防水罩。機體外觀上唯一明顯的變更點是背部增設的延伸機械尾，這個機械尾是集合了錨、超長波天線、曳航聲納陣等設備的複合系統。 　　
- GAT-X370 侵略鋼彈（Raider Gundam）

侵略鋼彈沿用了GAT-X303 神盾鋼彈的X300系骨架，因此也拥有变形机制，但经过一定的简化设计，并在MA形态下大幅提高了大气圈内的飞行能力，并保证了MA形态下武装的使用。机体的前裙甲、股部装甲和小腿部装设有数组推进器，背部也设置了小型固定翼、大型可变机翼和独立式大出力矢量推进器，令机体的空中机动性和稳定性得以保证。
武装方面，机体的面部内藏了一门引入了复列位相能量炮设计概念的「怒火」100mm 能量炮，可于MS/MA双形态时使用。手臂部设置了一门2連裝52mm超高初速防盾炮，即可发射52mm口径的实弹，亦可发射光束。腰部两侧各装设了一个可于MA形态时使用的大型机械爪，爪中央内藏一门短距离「光神」电浆炮，同时可生成小型光束剑。此外装备了一柄配备了辅助推进器的「雷神之锤」撞钉破碎球，通过高分子材料制成并施加了抗光束涂层的线缆连接，可通过高速回旋挥动而起到抗光束的效果。在切换为MA形态后，背部机头拥有一门M417型80mm机关炮，肩关节部则各内藏了一门M2M3型76毫米机关炮。
- GAT-333 侵略鋼彈全規格式樣（Raider Full Spec）

是GAT-X370 侵略鋼彈（Raider Gundam）的原型機。更加正確的描述是，一般而言人們所認識的機體GAT-X370 侵略鋼彈，其實是地球聯合軍為了配合歐普侵略而將部分規格簡略化後趕工建造而成的機體。
作為長距離航空強襲機而誕生的本機，最大特徵是為了延長續航距離和提升飛行性能，本機配備了由背部的輔助機械臂保持的副翼。副翼上備有衝壓引擎與各種武器掛架，變型為MS型態後也可以作SFS使用，而本機與侵略鋼彈的主要不同點是省略頭部的100mm能量炮、破碎球、2連裝52mm超高初速防盾炮、背部的M417型80mm機關炮以及位於腿部的4個的推進器以簡化操縱，但保留了TP裝甲。較後期的機型也有裝備光束步槍或換回鉤爪等離子砲以強化火力。
- GAT-XX370 推进型侵略鋼彈（Boost Raider）

###### 阿克泰翁计划
是由地球連合軍第81独立機動群「幻痛（Phantom Pain）」委託給阿克泰翁工業(阿克泰翁公司)「 アクタイオン・インダストリー社」实施的GAT-X系列MS强化改良計劃
- GAT-X1022 蔚藍決鬥鋼彈（Blu Duel Gundam[注释 1]）
- GAT-X103AP 翠綠暴風鋼彈（Verde Buster Gundam[注释 2]）
- GAT-X105E 攻擊鋼彈E（Strike Gundam E）

- GAT-X105E+AQM/E-X09S 漆黑攻擊鋼彈（Strike Noir Gundam）

- GAT-X207SR 烏黑電擊鋼彈（Nero Blitz Gundam[注释 3]）
- GAT-X303AA 赭紅神盾鋼彈（Rosso Aegis Gundam[注释 4]）
- GAT-X131B 蒼藍瘟神鋼彈（Blau Calamity Gundam[注释 5]）
- GAT-X252R 緋紅禁斷鋼彈（Rot Forbidden Gundam[注释 6]）
- GAT-X370G 鉻黃侵略鋼彈（Gelb Raider Gundam[注释 7]）
- MBF-P0X 漆黑異端鋼彈（Gundam Astray Noir）
- MBF-P02VV 异端高达逆红色机（Gundam Astray Turn Red）

##### X计划（欧亚联邦）
- CAT1-X（1〜3）/3 亥伯龍鋼彈（Hyperion Gundam）

是歐亞聯邦為了對抗大西洋聯邦的G兵器而與阿克泰翁工業（阿克泰翁公司）合作開發的MS。在開發MS一事上，大西洋聯邦在進行“G”計劃，研發GAT-X系列五機時並未知會其餘會員國，企圖獨佔技術，而歐亞聯邦亦試圖以本國技術開發MS，以求與大西洋聯邦抗衡並取得更多的發言權，這便是以“X”為計劃名的試作機：CAT1-X Hyperion Gundam系列。是以NMS-X07PO 杰尔·菲尼特为基础所开发的MS，起初一共制造了三台，分别以X1/3、X2/3、X3/3为番号。本機最大特徵是搭載了「裝甲光罩」（Armure Lumiere）單相光波防護罩系統，為把歐亞聯邦的宇宙要塞「阿爾緹蜜斯」的光波防護帶小型化至MS用，通常時只展開手腕部作盾牌，但7個發生器最大展開時足以形成360度全方位防禦的球形防壁，還可以從內部向敵人射擊。集中一點輸出可以當成光束長矛使用，利用光波防護帶不能互相干涉的特性可以穿透另一個裝甲光罩，而裝甲光罩能源消費極大，全數展開時只能維持5分鐘；为了减低本機的能量消耗，所攜帶的武器都采用自带电源。主要武器為「RFW-99型“聖痕”光束衝鋒槍」（RFW-99 “Zastava Stigmate” Beam Sub-Machine Gun）。此武器與常規小型光束兵器不同，RFW-99型“聖痕”光束衝鋒槍所裝有的彈夾是「彈夾型電池」 ，為光束衝鋒槍提供能量。雖然威力比光束步槍弱，但是由於不依賴本體的能量供應，所以即使連續射擊也不會影響本體的驅動時間。每發射一發，空的電池都會被排出彈夾。在電池能量的供應範圍裏面，能保持高速連射，保證面的壓制威力。而機體腳部和手臂都藏有「RBW型7001光束短劍」，雖然相對光束劍的光束部分來説比較短，但是因為使用內置的能量莢供電，就不需由本體供應能量。而安装在背包上的是二连装“夸口”光束炮 。由于炮身与「裝甲光罩」系统采用一体化设计，因此在展开全角度护盾时，炮身便会自动移至双肩上方的发射位置。该武器是该机出力最高的武装，属于对舰对据点兵器，对于常规MS来说更有一击必杀的恐怖威力。
为使本體能进一步提高机动性，开发人员在机体各处安装了复数的推进喷口，默认的背包上自带两基大型推进器，是该机的主要推力来源，而脚踝、足底、肩部等处同样均安置有多个辅助推进器，使该机拥有极快的姿态调整速度。但X計劃最終因歐亞聯邦接受了大西洋聯邦以刃式為主的技術援助而中斷，裝甲光罩的技術也隨著歐亞聯邦的技術人員出走而流出至各陣營，開發出奧津鏡、陽電子反射器與光束盾等衍生

##### 其他
- GFAS-X1 破滅鋼彈（Destroy Gundam）

##### 雷轰GUNDAM（东亚共和国）
- GAT-FJ108 雷轟鋼彈（Raigo Gundam）

是由位于东亚的民间军事企业富士山社（Fujiyama）开发的一款MS，是作为地球联合军“另类突击者背包计划”（Another Trial Striker Packs）的最终产物。作为活动于亚洲圈的民间军事企业，富士山社的全称是“Future Japan Industrial Yield And Manufacturing——未来日本工业产量和制造业”，简称“FJIYAMA”。与其它军事企业相比，富士山社本身的MS研发水平一直处于弱势。但是由于战争爆发，大量原歐普的MS开发人员被招入富士山社，大大提高了该企业的科研能力。
而在第一次血腥情人節戰爭後，联合为了提高自身MS机体能力，委托民间军事企业参与了MS的改良开发计划。其中就包括了阿克泰翁企業和富士山社。其中，阿克泰翁电子企业负责“初期GAT系列强化改良计划”，即“阿克泰翁计划”，富士山社则展开以作为次时代攻擊装备系统为目标的“另类突击者背包”改良工作。
在阿克泰翁成功开发出GAT-X105E 突击高达E型以及GAT-X105E+AQM／E-X09S 漆黑突击高达之后，便开始协助富士山社加快了“另类突击者背包”的改良工作。在此基础上，富士山社成功研发出了属于GAT-X100系列的GAT-FJ108 雷轰高达，是與攻擊鋼彈E同樣採用X100系骨架與VPS裝甲，本體性能也和後者相差無幾；盾牌和光束步槍直接沿用，本體的裝備則換回了「破甲者」。由于机体卓越的性能，被认为可以改变人们对于亚洲圈研发MS能力低下的观点。
由于GAT-FJ108 雷轟鋼彈是作为“另类突击者背包计划”的产物而诞生的，那么顾名思义，该机和攻擊鋼彈一样，以能够搭载各类战术背包为特点。而针对攻擊鋼彈的翔翼型、巨劍型、重砲型三种突击者背包，富士山社的技术人员分别开发出更优越的三种突击者背包，以日本上古三神器“八咫镜、天丛云剑、八尺琼勾玉”之名分别命名为翼镜型（Speculum Striker）、圣剑型（Caliburn Striker）、玉炮型（Sumbullet Striker）。
而雷轟鋼彈的机师为盧卡斯·歐唐納（Lukas o'donnell），乃前扎夫特王牌，后投降联合，为富士山社佣兵。由于他总是保持理智与冷静的个性，因此被人成为“冷静的困兽”。其对于战争拥有病态般的渴望，由于富士山社无法对他完全信任，因此为了防止他背叛，将炸弹使用外科手术植入他脖子到脸部的部分。
翼镜型攻擊者背包（Speculum Striker）是吸取Aile Strike（翔翼型攻擊鋼彈）的技術開發的攻擊者背包，定位成擁有完整航空能力的攻擊者背包。“翼鏡”，原意是形容鳥類身體構造的術語，指的是鳥類翅膀帶有明顯光澤的部分，作用為強化飛行能力的裝備。翼鏡型雷轟鋼彈的機動性無論是地球的大氣環境或是宇宙，都能得到完美體現。不同於翔翼型攻擊者背包的“滑翔”，本強襲裝備可以使雷轟高達自由飛行，如同戰鬥機一樣的自在飛行。在東亞圈測試時，由“巨蛇之尾”的叢雲劾駕駛翼鏡型雷轟進行測試，其出眾的飛行能力，令負責測試的臨時負責人羅·裘爾大讚不已。
圣剑型攻擊者背包（Caliburn Striker），以AQM/E-X02 巨劍型攻擊者背包（Sword Striker Pack）為藍本開發，新增巨型光束劍“堅雷”和槍刃改。本攻擊者背包以亞瑟王的聖劍得名。在被送往東亞圈森林進行實戰測試前，由富士山社的傭兵盧卡斯·歐唐納進行聖劍型攻擊者背包的測試。
其出眾的機體性能使得渴望戰爭的盧卡斯看到了戰鬥的希望，直接導致後者在前往東亞圈支援後，聚集大群的暴徒與叛兵潛入森林，組建“第四軍”，從聯合基地奪取雷轟鋼彈後，攻陷了扎夫特的基地。在面對反攻的聯合軍、扎夫特軍時，盧卡斯·歐唐納駕駛聖劍型雷轟高達與駕駛異端高達藍色機三型的劾交戰，被劾擊殺，雷轟鋼彈也嚴重受損。
玉炮型攻擊者背包（Sumbullet Striker）是以AQM/E-X03 重砲型攻擊者背包為基礎，參考了GAT-X103 暴風鋼彈（Buster Gundam）、GAT-X131 瘟神鋼彈（Calamity Gundam），強化了機體所擁有的武器。其強大的火力，也被認可為攻擊據點用特化型裝備。

#### 量产型

##### GAT系列
- GAT-01 攻擊刃（Strike Dagger）

C.E.70年，為了抗衡札多劃時代的革命性兵器「Mobile Suit（簡稱MS，即機動戰士）」，由大西洋聯邦開發，歐普的半國營軍需企業「曙光社」暗中協助，於資源衛星殖民地「海利歐波里斯」秘密建造代號「G兵器」的GAT-X系列的試作MS。然而C.E.71年1月25日，G兵器五機中有四機遭札多部隊強奪，僅存的攻擊鋼彈連同大天使號因「海利歐波里斯」的毀滅而行蹤不明。2月11日哈爾巴頓提督率領的第八艦隊與之合流。在緊接著發生的2月13日第八艦隊覆滅之前，哈爾巴頓提督將攻擊鋼彈的戰鬥資料移交至高層，聯合軍便以此為基礎開發出本機GAT-01 Strike Dagger 攻擊刃。
本機作為地球聯合軍首台量產型MS，主要目的是為了抗衡札多的主力量產機ZGMF-1017 基恩，性能極高，擁有與基恩勢均力敵以上的戰鬥力，搭載專門為自然人設計的OS（Operating System，即操作系統）亦是首例。最初MS的概念是世界上第一位調整者喬治·葛倫發想並公開，作為調整者在宇宙空間中從事各種工事作業的搭乘工具，長年以來在OS的開發上也是調整者設計給調整者使用的。由於調整者的平均體能和智能較高，故其適用的OS亦十分簡單，配合駕駛員自身的能力就足以駕馭MS戰鬥，而一般自然人能做到讓MS順利步行的程度已屬不易。即便是大西洋聯邦秘密開發的五台原型機「G兵器」，其OS也仍處於開發中狀態而過於簡陋，自然人上手不利。而搭載自然人專用OS的本機正是首台能讓自然人也能靈活駕駛的MS，多少破除長久以來調整者認為「自然人無法駕駛MS」的輕視，其歷史意義不言而喻。
事實上，繼承攻擊鋼彈攻擊者背包系統的GAT-01A1 105刃才是聯合軍預定的量產機，然而為因應日益吃緊的戰事，聯合軍著眼於生產性與整備性的快速和便利，只得將源自於攻擊鋼彈的換裝機能從原案設計中移除，緊急將本機作為先行的簡易量產機投入產線，使得機體泛用性下降許多。作为首款量产机，所以被冠以“攻擊”之名（因为突击高达是地球联合唯一未被札夫特抢夺的高达）。本機雖無換裝功能，但仍裝備降落傘背包，具備空降作戰的能力，在歐普首長聯合國一戰中，發揮了極大的作用。為了降低生產成本，本機武裝談不上豐富，僅配備一柄置於右後背的ES01 光束軍刀，攜行一挺安裝榴彈發射器的M703 57mm 光束步槍，防禦火器「豪豬陣」也只有頭部左側一門。通信方面移除鋼彈機型先進的雙眼式探測器與V字天線，而採用便宜的鏡片式探測器和設置於頭部右側的單天線。當然更不可能配備昂貴且能源消耗率極高的相轉移裝甲（PS裝甲），甚至連電磁脈衝（EMP-Electromagnetic Pulse）的防護措施也省去。不過，裝備精簡帶來的好處是能源消耗率降低，使本機的稼動時間充裕，倒也讓聯合軍高層的「機海戰術」得以發揮。雖然在首戰巴拿馬宇宙港的防衛戰中失利，但地球聯合軍仍認為攻擊刃具有足以對抗札夫特軍現役主力機體的實力。之後的戰事也證明，在施加了電磁脈衝防護措施後，攻擊刃（Strike Dagger）在大部分性能上均優於基恩，且與歐普的MBF-M1 M1異端式（M1 Astray）以及札夫特軍的下一代主力機體ZGMF-600 蓋茲（GuAIZ）相比，也能較量個不分上下。
本機的登場扭轉札夫特過往的優勢，作為地球聯合軍的主力量產MS活躍於戰場上，C.E.71年5月25日首次投入巴拿马宇宙港的防衛戰，直至同年9月27日大戰結束為止。戰後聯合軍終止本機的生產，汰換為原定的正式量產機105刃和GAT-02L2 刃式L。然而，本機並未就此離開戰爭的舞台；在11月爆發的南美獨立戰爭中，雖然性能上劣於大西洋聯邦更先進的105刃與刃式L，本機仍作為南美合眾國的主力活躍於第一線，為南美的自由獨立而戰。
- GAT-01A1 刃式

一般来说，GAT-01A1 刃式多被称为“105刃”。这个俗名是因为本机具有使用攻擊者背包的能力、可模仿原型機GAT-X105攻擊鋼彈且為了與同樣以X105為基礎的GAT-01做出區別而被赋予的；另外，因为出廠时期前後，無法裝備攻擊裝備背包的GAT-01也被冠以“攻擊”的名称，报道及文献之类中混乱的记述也可以看到不少。
如上所述，本机的最大特征是可对应战况而换装攻擊裝備背包。其他方面，與GAT-01 攻擊刃的不同之处还有：本機頭部的探测器群是可以换装成拥有和X105同等规格的高性能类型；同时，头部的自动火神炮也变成口径40mm的左右一对。作为在聯合、札夫特双方的MS上从来没有见过的新机轴的武装，技术人员在机体两脚的装甲的部分初次装备50口径（12.5mm）作为对步兵用火器的机关炮，这点值得特书一笔；另外，技术人员还在左右腰部装备了光束军刀，而X105所装备的格斗用刀则被省略。为了降低生产成本，本机没有采用PS/TP装甲。取而代之，本机的座艙和動力部等重要部位配备採用宇宙船之类突入大气层之际使用的耐热用融除材GEL DPX-D30消融凝膠改良型的積层装甲。因此，本機對光束兵器的耐性較之攻擊刃已得到大幅提升。且除了防禦力之外，本機性能總體上並不比攻擊鋼彈遜色多少。
生产机数能够确认的GAT-01A1的战时生产数量仅为23台。其中包括系统实证机1台、试作型2台。然而，由于本机在C.E.71 9月27日的大战终结后仍然继续生产，还进行了数次的调整，因此生产區改往7区移行。除了GAT-01A1 刃式能裝備攻擊鋼彈的三種换装攻擊裝備背包外，聯合軍亦開發了較具特殊性的背包組件給GAT-01A1 刃式使用，對駕駛員才能和技術的要求更加嚴苛。例如AQM/E-X04 Gunbarrel Striker（砲筒型），移植了梅比烏斯零式的有線式砲筒，四個砲筒可脫離本機，透過遠隔操作進行全範圍攻擊，限制條件是需要擁有強大空間認識能力此一天賦的駕駛員才能操作。AQM/E-M1 I.W.S.P. Pack（統合兵裝型）機動力不遜於AQM/E-X01 翔翼型攻擊者背包，火力更勝之，但極為複雜的火器管制對駕駛員而言是相當沉重的考驗。另外還有P204QX Lightning （雷霆型），裝備了強化電池包，容量是攻擊鋼彈的150％，以對友軍的電源供給及超長距離狙擊任務為目的而開發。與GAT-02L2 刃式L一樣，GAT-01A1 刃式也可以裝備AQM/E-A4E1噴射飛行背包以適應地球重力的空戰，而搭载AQM/E-A4E1噴射飛行背包的本機配备于地球联合军的天堂基地
血腥情人節战爭末期，搭载了炮筒型突击装备背包的本机参加了波亞茲攻防战，其机师是以“月下狂犬”之名而令人生畏的摩根·雪佛蘭上尉。雪佛蘭其人是在军事系统中把MS运用主義體系化、确认对新人機師教育方式、建立地球连合军的MS战术、战技研究基础的人物，他驾驶本机在这场战斗中所取得的战果虽然被广泛流传着，但是详细情况却并不为人所知。
C.E.73年10月3日後，地球聯合與P.L.A.N.T.之間爆發第二次大戰，聯合軍將資源轉移至次世代量產機威達的生產，並陸續配備到各部隊，取代了本機的地位。在主要戰場上，聯合軍MS部隊以威達和刃式L做搭配，欲見本機蹤影並不容易。不過可以確定的是，仍有部分軍官仍繼續使用著本機；特殊部隊「幻痛」的主力MS除了威達之外，亦有以本機為基礎的GAT-01A2R 105殲滅刃（Slaughter Dagger），由此可看出聯合軍對本機的信賴。
- GAT-01A2R 105殲滅刃（Slaughter Dagger）

於《機動戰士鋼彈SEED C.E.73 STARGAZER》登場，與威達一同作為地球聯合軍特殊部隊·第81獨立機動群──幻痛的主力MS，性能經過若干提升的機種，通稱「105殲滅刃」 ；英語「Slaughter」意味著「虐殺」、「殺戮」或「殲滅」。機體色變更為以黑、灰為主的專用色，背部上的裝備是能夠大氣圈內飛行，出力得到強化的翔翼型攻擊裝備背包。幻痛曾派遣本機部隊和史溫·卡爾·巴揚中尉駕駛的漆黑攻擊鋼彈參加了針對襲擊吉爾吉斯基地的札多系調整者游擊隊的掃蕩作戰，期間對疑似有游擊隊潛伏的難民營以對人火神砲進行無差別攻擊。後來亦參加了攻擊D.S.S.D.（深宇宙探查開發機構）的太空站「特洛伊」，並與UT-1D 民用異端式 DSSD特裝型（Civilian Astray DSSD Custom）部隊交戰。
不過，本機固然是「將刃式加以細微變化的改良型」、「以翔翼型背包為標準裝備的機體」，除此之外也是「亦能對應各種戰況，保持靈活性的萬能MS」。如《機動戰士鋼彈SEED C.E.73 Δ（Delta） ASTRAY》 中，幻痛在歐普聯合首長國領海內與歐普軍聯合執行的火星居民殲滅作戰中，將五台本機作為禮物被交付予歐普軍，而五機中僅有一機裝備了標準的翔翼型背包，其它機體則配合各駕駛員的性格與能力分別裝備了巨劍型、重砲型、I.W.S.P和Lightning背包出擊。然而實際上是幻痛的華金隊司令官華金中校讓該次行動的指揮官，駕駛GAT-X105E 漆黑攻擊的史溫·卡爾·巴揚得以對該五機進行遠隔操作以轉換其背包的陰謀。
- GAT-02L2 刃式L（Dagger L）

C.E.70年，為了抗衡札多劃時代的革命性兵器「Mobile Suit（簡稱MS，即機動戰士）」，由大西洋聯邦開發，歐普的半國營軍需企業「曙光社」暗中協助，於資源衛星殖民地「海利歐波里斯」秘密製造被稱為「G兵器」的GAT-X系列的試驗型MS。C.E.71年1月25日，五機中有四機遭札多強奪，僅存的攻擊鋼彈連同大天使號因「海利歐波里斯」的壞滅而行蹤不明。2月11日哈爾巴頓提督率領的第八艦隊與之合流。接著2月13日發生的「低軌道會戰」第八艦隊覆滅之前，哈爾巴頓提督將取得的機體資料移交至高層，聯合軍便以此為基礎開發出105刃。
而刃式L以「搭載攻擊者背包系統MS的大量生產」為前提所設計（是以GAT-01A1 刃式和GAT-01 攻擊刃的藍圖為基礎），降低了機體製造成本，性能比105刃要低下，機體設計亦較105刃近似攻擊刃，同樣採用了積層裝甲。集團戰鬥的總體性能雖與105刃同等，但光束耐久力劣於105刃。在裝備上捨棄光束步槍而改用能源消耗率較低的光束卡賓槍，軀體積層裝甲的排除與局部裝甲的削減，頭部和攻擊刃一樣只有右側的單天線，並取消了105刃的12.5mm 對人火神砲，攻擊裝備的安裝插槽也只保留背部一個,成本的降低隨處可見。不過隨之而來的是生產性比起105刃大幅提升，基本性能又堪比105刃，可謂完成度極高的機體。機體名稱末尾的L為英文Lightweight clothing，輕裝之意。
原先本機武裝和刃式一致，但C.E.72年3月10日「尤尼烏斯條約」締結不久後，札多在P.L.A.N.T.指示下啟動了整軍計畫，包括新一代量產機「新千禧系列」的開發，以及針對既有的舊型量產MS進行改良。掌握到此一情報的聯合軍，隨即也提交了新一代量產機威達的開發案，之後亦針對本機進行了數次調整，配備的武裝不斷提升。首先是頭部和胸部的火器升級為新型的「死亡的恐怖（Todesschrecken）」12.5mm 自動近接防禦火器，小口徑只有「豪豬陣」約五分之一，但是透過彈芯與炸藥的改良將威力的下降抑制在二分之一，裝彈數亦大幅增加。兩腰裝甲上安裝有ES04B 光束軍刀，這是刃式配備的ES01的改良型號；另外兩腰裝甲內部還新增了前所未見的新概念兵器Mk315 「短劍」投擲噴進對裝甲貫入彈，投擲出的「短劍」由火箭推進到達目標並貫入裝甲，在內部爆炸給予雙重傷害。本機的攜行兵器主要為M703k 光束卡賓槍，這是M703 57mm光束步槍的短槍身模組，比聯合軍、札多和歐普軍一直以來的傳統光束步槍都要小型化；比起威力和射程距離更強調速射性，以衝鋒陷陣為重點的裝備。C.E.73年間一次調整中，本機新增了另一攜行兵裝，尺寸匹敵MS全高的肩掛式攜帶火砲Mk39 低反動砲，比札多的基恩裝備的無反動砲更大型，威力和射程亦更勝之，後座力低，彈種不明。之後應對札多的「新千禧系列」量產機ZGMF-1000 薩克戰士，聯合軍為本機新增了另兩種攻擊者背包裝備，一種為AQM/E-A4E1噴射飛行背包，並用來適應地球重力的空戰，但由於飛行機械的原因也無法在宇宙環境下運用。而另一種為AQM/E-M11雙聯裝無後坐力炮背包，並用在宇宙戰中對艦戰與要塞攻略戰，能取得良好的效果，缺點則是因為炮身太長，對機動性影響不小，會對近身戰造成阻礙，同時在大氣環境下還會造成機體重心過高，因此這種背包在大氣環境下運用困難。相對於札夫特軍（ZAFT）新千禧年系機體的背包，其運用時受到環境限制較高，這也算是美中不足。而GAT-02L2 刃式L也裝備過I.W.S.P.的实验记录，但暂未发现有本机實際装备记录。
傳聞大戰末期本機已生產了一定數量並配置於月面基地，不過在札多發射第一擊「創世紀」重創月面基地後，恐慌札多可能大舉反攻的聯合軍高層下令本機部隊立即返回地球，因此並未出擊參與戰事。C.E.71年9月27日大戰結束後，攻擊刃停產，刃式與本機取而代之成為聯合軍的主力MS，實際上的初戰為戰後於11月爆發的南美獨立戰爭，始大量生產，之後又陸續進行了數次調整。C.E.73年10月2日，儘管以少數奇襲，本機部隊仍壓倒自P.L.A.N.T.殖民地「軍械庫一號」出陣迎擊的札夫特的MS部隊，本機的隱密仕樣黑刃L亦破壞了殖民地的宇宙港，為奪取「第二世代系列」MS做出貢獻。10月3日發生「Break the world（尤尼烏斯7號墜落恐怖攻擊事件）」後，地球聯合再次對P.L.A.N.T.宣戰，本機作為聯合軍的主力量產機大舉出戰。
- GAT-04 威達（Windam）

是繼“GAT-02L2 刃式L”後的地球聯合軍的主力量產型MS。上一次大戰後，由於尤利烏斯條約對MS數量的限制，聯合軍MS戰略轉變為“大量集結通過更換組件能對應各種戰況的機體，無論何種任務都確保在敵方之上的兵力優勢”的方策。也為了能開發出能跟札多的「新千禧系列」量產機ZGMF-1000 薩克戰士匹敵的機體，以GAT-02L2 刃式L的機體數據為基礎而開發出本機體，本機與前代量產機刃式L同樣繼承了攻擊鋼彈的攻擊者背包系統（Striker Pack System），可對應各種戰況進行換裝，確保了高泛用性。然而美中不足的是，本機的肩部設計與傳統的GAT-01A1刃式系機體不同，無法兼容全部的攻擊者背包，如AQM/E-X02 巨劍型攻擊裝備背包和AQM/E-X03 重砲型攻擊裝備背包便不能完全裝備使用。
但與″GAT-02L2 刃式L"一樣，威達也可以裝備AQM/E-A4E1噴射飛行背包以適應地球重力的空戰，而在宇宙戰中可以使用AQM/E-M11雙聯裝無後坐力炮背包。此外也可以使用多用途飛彈發射器背包，可裝填各種規格導彈。動畫中出現的核彈式樣便是其中之一。（可惜動畫中只出現了該背包使用核彈的場景)。另外需要提及一下，多用途導彈發射器背包跟AQM/E-M11雙聯裝無後坐力炮背包一樣由於龐大沉重，對機動性影響不小，同時在大氣環境下還會造成機體重心過高，因此這兩種背包在大氣環境下運用困難。而AQM/E-A4E1噴射飛行背包由於飛行機械的原因也無法在宇宙環境下運用。相對於札夫特新千禧年系機體的背包，其運用時受到環境限制較高，這也算是美中不足。素體沿用了X100系骨架，顯得更為輕量精悍，頭部追加V字天線強化了通信能力，乍看之下令人產生鋼彈機型的錯覺。肩部、腳部加裝了大型噴嘴，小腿部亦加裝推進器，使得機體出力、推進能力、運動能力較之刃式系機體大幅提升。腳底部也與刃式系不同，採用切割為二分的系統，並新增噴嘴，提高了接地力以及在惡劣地形上的行動能力。不過可惜的是，為了降低製造成本，本機仍未裝備PS裝甲或TP裝甲。似乎跟105刃一樣只在本機的座艙和動力部等重要部位配備採用宇宙船之類突入大氣層之際使用的耐熱用融除材GEL DPX-D30消融凝膠改良型的積層裝甲。
武裝方面，本機也有顯著的進化，固定武裝同刃式L一樣為最新型的M2M5「死亡的恐怖（Todesschrecken）」12.5mm 自動近接防禦火器，頭部、胸部各兩門。主要的攜行兵裝是新開發的M94049L 大型光束步槍，出力、射程皆優於刃式系機體配備的光束卡賓槍，能一發擊破MS，同時槍身也設有輔助用左側握桿，提高射擊時的穩定性。兩腰裝甲上的光束軍刀繼承了刃式L的ES04這一改良型號，而兩腰裝甲內部同樣繼承了刃式L的MK315 「短劍（Stiletto）」投擲噴射型對裝甲貫入彈，如忍者般將「短劍」投擲出去後，末端握柄會伸長並噴射推進，貫穿敵機裝甲後於機身內部炸裂，引發雙重傷害；聯合軍特殊部隊「幻痛」隊長尼歐·羅安那克曾以此兵器擊破一代名機自由鋼彈的盾。新設計的A52 攻盾E型則源自電擊鋼彈攻盾系統的「三犄（Trikeros）」概念，不僅有著較大的防禦面積，還內藏了MK438/B 二連裝多目的飛彈「祭司SA10」；盾前端增設雙叉刀可用以撞、劃等打擊，可謂是「一盾三用」，體現了攻防一體化的概念。
內部構造上，本機的駕駛艙是由第二期GAT-X系列的駕駛艙發展而來，其顯示與控制設備比GAT-01A1刃式系機體更為充實。同時OS方面亦繼承了聯合軍自然人專用OS易於上手的優勢，也有部分王牌駕駛員針對OS進行個人化的事例，證明此OS良好的延展性，使得本機的操作性達到很高的水平。作為聯合軍新一代主力量產型泛用MS，本機性能凌駕刃式系機體，基本上超越了攻擊鋼彈等初期GAT-X系列，在大氣圈內面對札多的「新千禧系列」量產機薩克戰士也能略占上風，終於實現了聯合軍高層自前次大戰欲將攻擊鋼彈完全量產化的悲願。本機在正式採用前先行生產的機體優先配備於聯合軍特殊部隊—第81獨立機動群「幻痛」，其中隊長級駕駛員還擁有特別塗裝的專用機，由此可看出本機的優越性。
C.E.73年，本機與刃式L活躍於主要戰場上。
- GAT-A01/E2 暴風刃（Buster Dagger）

以105刃為基礎所開發的GAT-X103 暴風鋼彈的量產機。原預定開發的是擁有與暴風鋼彈同等級武器的「暴風型攻擊背包」，但在設計階段時發現單純換裝背包會有無法對應的現象，使得背包變成了與機體固定裝備化的砲擊戰專用機。另外，開發過程中曾檢討過搭載GAT-X131 瘟神鋼彈用的武器的方案，其結果是該火力對量產機而言過剩而廢案。
兩肩的飛彈筴艙從6連裝改為3連裝，兩腋下的砲與暴風鋼彈所裝備的相同，也可以相互連結成對裝甲霰彈砲、超高脈衝長射程狙撃來福槍來使用。另外，為了彌補格鬥能力，於兩臂設置了可以裝備光束軍刀的硬點。
但可惜的是聯合軍對此機體並沒有大規模量產（只有少量生產給联合军地面部队），而實際所生產的機體於C.E.71年8月8日發動的「八·八作戰」之中的「艾爾斯岩空降作戰」中首次上陣。
- GAT-SO2R N刃式N（N Dagger N）

“N刃式N”是地球聯合軍以“刃式”（通稱“105刃式”）為基礎開發的用於特殊戰的量產機。而機體番號中的SO為“Special Operation”（特殊戰）的縮寫。本機主要用於破壞敵防衛據點及前線後方的設施、索敵以及綁架或暗殺重要人士等隐秘任务，是以非常規戰為目的而開發的MS，因此N刃式N搭载了海市蜃楼系统，使机体具有了电磁光学迷彩机能。也是GAT-X207 電擊鋼彈為基礎所開發的刃式量產型，雖然是歸類在刃式系列的機種，但頭部卻是標準的鋼彈型。
而且除了海市蜃楼系统外，N刃式N还搭载了反中子干擾器，并使用核引擎作为动力源，以此来满足海市蜃楼系统的电场所需的大量电力，因此与電擊鋼彈相比，N刃式N在使用海市蜃楼系统的状况下活动时间大为延长，几乎没有限制。在能量补充受到严格限制的特殊战中，这一点无疑是极其有利的。
至於N刃式N的标准武装全部是内装于机体的固定装备。作为主武器的右手部的DFH-S2026型攻盾系统内装了70mm高能等离子炮，左手部装备了高分子线轴火箭推进式三连钩爪，其他武器还有左腰部一大一小两柄DES-G07D+型对装甲刀、右腰部的Mk315型投掷喷进对装甲贯入弹。其他还有机体各部合计多达17处均安装了多目的发射荚舱，可搭载EQS1358型火箭锚等武器。
由于尤尼乌斯条约的缔结，搭载核动力引擎及海市蜃楼系统的机体、舰艇的开发、制造及使用被严格限制起来。因此，本来隐秘性就极高的N刃式N的存在在条约生效后更是完全被隐藏起来了。在表面上，N刃式N的开发计划被停止了，开发小组也被解散。但这只是表面上的处理，实际上在极机密的情况下该机被继续开发下去。开发队伍采取了自发的形式，表面上军队及厂商均未参加。
因為N刃式N使用了幻象化粒子及反中子干擾器等尤尼烏斯條約中禁止應用於軍事的技術，所以联合军在公開資料上並不承認本機的存在。
- GAT-01D 長刃（Long Dagger）

以攻擊刃為基礎再加上依据大天使号与被夺取的GAT-X102決鬥鋼彈的战斗数据所開發的決鬥鋼彈的量產機，配色比起原型機較為偏向暖色系。
由於突擊護甲的導入，使得決鬥鋼彈在戰場上發揮出超乎預期的戰果，連帶改變了聯合高層對決鬥鋼彈的觀感，因此使得決鬥鋼彈得以作為刃式系機種量產化。於是軍方是參考了大天使號上攻擊鋼彈與決鬥鋼彈的交戰紀錄，以既有的攻擊刃為基礎，開發出長刃。所以機體大部分的零件與攻擊刃是共通的，在具有決鬥鋼彈的特性的同時，也保有了高度的量產性。
另一方面，在吸取了與決鬥鋼彈的交戰數據後，聯合軍讓長刃擁有和決鬥鋼彈的突擊護甲（Assault Shroud）相似的增裝配備強化披肩裝甲（Forte Stole），而该装甲可以像决斗高达的突擊護甲那样任意着脱，同时仿造突擊護甲那样设置了一门右肩115毫米肩部线性加农炮和一组左肩八联装导弹发射舱，在具有決鬥鋼彈的特性的同時，也保有了高度的量產性。雖然長刃擁有優異的性能，但其性能對一般的自然人來說是難以駕馭的。故此相對以自然人能夠控制為大前提而開發的攻擊刃，長刃主要由作為生物CPU的強化人駕駛。然而對於要冠上被札夫特軍(Z.A.F.T.)擄獲的機體名稱一事，聯合軍內部有著很強的抗拒感，而被稱作了長刃（Long Dagger）。
- GAT-01D1 決鬥刃（Duel Dagger）

基本設計和長刃相同，但配色則比照決鬥鋼彈。除此以外，无论是配合、武装还是增裝配備上也几乎與長刃采用同等规格。
與長刃最大的差異在於長刃是強化人用，決鬥刃則是作為一般駕駛員用機，因此搭載了自然人專用OS。不同于只能在地面战场使用的長刃，決鬥刃在宇宙空间中同样可以使用，机身各部位的推进装置都做了替换处理，令该机型拥有了极为优异的AMBAC能力。
- GAT-706S 深淵禁斷鋼彈（Deep Forbidden）

以GAT-X255 蔚藍禁斷鋼彈的實戰資料為基礎而简化生產的全規格式樣量产的机型，在駕駛艙加設鈦合金耐壓殼改善了危急時的耐壓性，另外，为了利用能量偏向装甲的光束偏向能力来减轻水压，深境禁断还在机体两侧面装备了装甲列，里面是超涡凹鱼雷的罐舱，还内藏了格斗用机械爪。背部的壳中装备了声子脉泽炮及复合探测系统（内含超长波天线、曳航声纳列复合系统），并且拥有一柄三叉戟。但排除了GAT-X255 蔚藍禁斷鋼彈的豪豬陣火神砲和火之臂機關砲，但手臂保留武裝接點可隨任務需要加掛武裝
- GAT-707E 漩渦禁斷（Forbidden Vortex）

是聯合軍結合了回饋的深淵禁斷鋼彈的技术后，以GAT-X255 蔚藍禁斷鋼彈為基礎所開發的量產型水用MS，从外表来看，漩渦禁斷与蔚藍禁斷鋼彈几乎完全相同，其武器裝備也與GAT-X255 蔚藍禁斷鋼彈完全相同，规格上的差异则为鈦合金耐壓殼改裝在軀體部分以延長潛航深度和潛行時間。但機體在TP裝甲未啟動時，容易遭受UMF-4A 古恩及UMF-5 佐諾的魚雷攻擊而被擊沉，但也相應地證明了這種狀態下仍可以繼續戰鬥。漩渦禁斷在第二次联合-P.L.A.N.T.战争爆发前开发完成，具体制造数量未知。在第二次大战中，主要部署于理法控制下的天堂基地，在天堂基地攻防战中作为守军登场。
- GAT-X399/Q 野刃（Wild Dagger）

以GAT-02L2 刃式L為基礎再加上聯合軍以搶來的ZGMF-X88S 蓋亞鋼彈的機體構造數據所開發的量產試作機。是以巴庫為首的札夫特四腳型MS為假想敵，其番号末尾的“Q”是“QUADRUPED”的缩写，意即“四脚兽”。但在开发时，由于经费的膨胀，更因为地球聯合和P.L.A.N.T.两大阵营的停战，直接导致了野刃开发计划的冻结。直到以尤尼乌斯7號下落为契机的再开战之前，聯合軍的特务小队秘密夺取了札夫特的新锐四脚兽型MS——ZGMF-X88S 蓋亞鋼彈，在对其进行機體構造解析之后，野刃的开发计划终于再度展开，这也是本机由最初的纯粹的四脚兽形态转向具备具備二足/四足遷移機能的原因。而野刃的基本變形結構與蓋亞鋼彈幾乎一致，由於是以GAT-02L2 刃式L為基礎開發的，並採用了大量的共通部件，這使得作為新銳機的本機的製造成本相當之低。
在第二次联合-P.L.A.N.T.战争中，地球联合军的性质逐渐转变成“对内镇压军”，其反映便是与对MS战相比，野刃更注重对COIN（Counter Insurgency，意即对游击、对暴徒）战，四脚兽形态时位于头部的对地用46mm六连装格林机关炮即为其特征。背部的回转装置由于实现了规格通用化，使得机体可以搭载实体炮、光束炮、导弹发射器等多种装备。此外，倾斜装备于腰部的光束军刀在四脚兽形态时可以自侧翼展开，在机体整体移动时将目标切断。本机的尾部还搭载了175mm多目的滑膛炮，这令本机在前后倒置时，可以通过调整四脚来控制仰角/俯角进行精密射击。由于这门炮在四脚移动时也可以射击，使得本机在撤退时也可以有效击破追击的敌人。另外，由于保留了刃式L的腕部悬挂点，令本机可以搭载盾牌。

##### CAT系列
- CAT1-XG（1〜12）/12 亥伯龍鋼彈陸戰型（Hyperion G）

本机是CE71时欧亚联邦委托阿克泰翁公司所开发的量产试作型MS，是亥伯龍鋼彈的地面作战型号，大约生产了12台试作型MS。可是由于因歐亞聯邦接受了大西洋聯邦以刃式為主的技術援助而使本機开发面临中止，最後在阿克泰翁公司的不斷推銷下，地球聯合軍以陸戰實驗機名義配備，並考慮到只需要在陸地使用而簡化結構降低成本，裝甲光罩減少至只剩下右側光束砲砲身上的一個，而左側的光束砲也被移除，改為武器掛架。如此一来，单个光波防御带无法为机体提供全方位的防御，因此亥伯龍鋼彈陸戰型还配备了实体盾牌。
武装方面，亥伯龍鋼彈陸戰型则基本延续了亥伯龍鋼彈的配备。制造完成后，亥伯龍鋼彈陸戰型（Hyperion G）主要被部署在东亚共和国
- CAT1-VGR 亥伯龍鋼彈陸戰型R（Hyperion GR）

是阿克泰翁公司的技术部开发制造的两台宇宙用无人驾驶机种的其中一机，是CAT1-VGL 亥伯龍鋼彈陸戰型L的兄弟机，由CAT1-XG 亥伯龍鋼彈陸戰型（Hyperion G）发展而来
- CAT1-VGL 亥伯龍鋼彈陸戰型L（Hyperion GL）

是阿克泰翁公司的技术部开发制造的两台宇宙用无人驾驶机种的其中一机，是CAT1-VGL 亥伯龍鋼彈陸戰型G的兄弟机，由CAT1-XG 亥伯龍鋼彈陸戰型（Hyperion G）发展而来

### MA

#### 试作型

##### 多用途试作型MA
- TS-MA2mob.00 梅比烏斯零式（MOEBIUS ZERO）

為了對應札多投入實戰的機動兵器MS，由地球聯合所開發的單人戰鬥艇，配備有一門單管電磁炮及四個特殊的全方位攻擊武器「線控式砲筒」（每具砲筒内藏一门二连装自动炮），能從敵人的四面八方發動攻擊。這種全方位攻擊武器後來也應用於GAT-01A1 刃式（通稱105刃）的全方位攻擊系統「砲筒型攻擊裝備背包」的開發。
開發完成的本機，在之後全數投入到了格里瑪爾迪戰線中，但在月球安迪米翁隕石坑的會戰中，最後僅有穆·拉·福拉卡的座機帶著擊墜五架基恩的戰績平安生還，其餘的十四架皆在該戰事中遭到擊墜。而要熟練地運用線控式砲筒，駕駛員必須擁有高度的空間認識能力，由於失去大多數具備高度空間認識能力的駕駛員，也因此本機後續並未再進行生產，僅存的一機在實質意義上成為穆·拉·福拉卡的專用機。
- TA-MA4F 艾格薩斯（Exus）

梅比烏斯零式的後繼機，裝備了兩門MAU-M3 型電磁炮、一門GAU-M2S 型 38.5mm 機關炮跟M54型“弓兵”四连装导弹发射器及四個M16M-D4型線控式砲筒（内藏新型的GAU-868L2型二联装光束炮與DE-RXM91C型“角月”光束切割器），作為MA具有很高的攻擊力，即使面對多架札夫特軍的舊型MS也毫不遜色。本機在劇中是做為尼歐·羅安那克上校的專用機，但在外傳中尚存在如摩根·雪佛蘭上尉專用機等其他同型機的使用紀錄。

##### 大型试作型MA
- TSX-MA717/ZD 佩格蘭迪（Pergrande）

- YMAF-X4BD 赛伊盖尔

游戏《SD高达G世纪 永恒》的《机动战士GUNDAM SEED Recollection》篇章中登场的大型MA。地球联合军为了实现“足以单机完成任务的火力”、“与战斗机同等的机动性”、“防御攻击的重装甲”的MA理念而制作的大型MA。本机能够在大气层能飞行且装备了五座阳电子反射器。
因为其存在缺陷，故被半闲置在维多利亚基地内。
本机的设计设想类似《Destiny》中登场的MA萨姆札查。
- YMAF-X6BD 薩姆札查（Zamza-Zah）

地球聯合軍研發的巨大重型MA，體積為脈衝鋼彈的數倍，是現存機動兵器中最大的一種，作为一款重型MA，此機體全长达47.13米，重量更是有526.45吨。为了令如此笨重的MA拥有可以应对拥有高机动性MS的能力，技术人员在机身下方安装了数组高出力推进器，令其不单在宇宙空间拥有相当优秀的机动性，在大气圈内也拥有飞行的能力。
是C.E.首台搭載了一般MS無法裝備的陽電子反射器的機動兵器，只是陽電子反射器安装在机身顶部，使用时需要向前倾斜机身。而其武装為机械臂的尖段安裝可折叠XM518型「瓦西里耶夫」超震动粉碎鉤爪和将粉碎爪折叠后所外露出的M534型「伽姆扎托夫」复列位相能量炮、机械臂上方各有一门可调节射角的GAU111型光束砲等武裝，使其攻擊力驚人能以壓倒性的破壞力令札夫特屈居下風，此外，在机身上该机还配备了共十六门75mm「豪猪阵」近接防禦機關炮和四门Mk79型低压炮用以进行死角防御，由于此機體體型巨大和复杂的火控系统，使此機體需要3人來駕駛(由一名指揮官、一名驾驶员和一名炮手)。
该机于C.E.73年完成开发，随即在第二次联合-P.L.A.N.T.战争期间投入实战测试，首次登场便是在歐普海域参与伏击札夫特的LHM-BB01 智慧女神號的行动。依靠超强的火力和无懈可击的防御力，令智慧女神號和ZGMF-X56S 脈衝鋼彈陷入苦战，但最终还是遭到脈衝鋼彈的击坠。之后，该机进行了少量量产，其中有两台同型机参与了保卫月面基地第達羅斯的战役、一台同型机参与了“镇魂曲”攻防战，但均遭到扎夫特军击毁。另有部分同型机参与了最终的弥赛亚攻防战
- YMAG-X7F 傑爾茲克（Gells-Ghe）

地球聯合軍研發的新型MA，繼薩姆札查後的另一種多足型MA，同樣為3人駕駛，也搭載了一般MS無法裝備的陽電子反射器，因此防御力驚人。MS部分直接沿用前次大戰中聯合軍主力機種的攻擊刃上半身作為武器系統（兩手各裝備了光束步槍）兼探測器，與六隻腳(前兩隻腳用於攻擊，後四隻腳則用於步行)的MA部分組合形成特殊構造。MA部分同時也是飛行組件，可摺疊腳部變為飛行型態，能在大氣層內飛行。本機武裝為攻擊刃上半身的头部配备了一门75mm「豪猪阵」對空自動火神砲砲塔系統，左右前足各有一门GMA628型光束炮，机身后部还配备有一门Mk61型二连装125mm滑膛炮，同时攻擊刃双手也可手持两支M7045/F型光束步枪。机体的驾驶舱位于本体下部侧前方，而攻擊刃原有的驾驶舱则弃之不用。
虽然傑爾茲克是在薩姆札查的基础上进行了改进的MA，但比起薩姆札查，其进攻火力方面有所欠缺，因此多被地球联合军用于据点防卫，例如:在喀爾納罕基地的羅安格林砲台中就配置了一架同型機作為砲台的護衛，在抵御扎夫特军突破的作战中，起到了一夫当关的作用，但最终还是在ZGMF-X56S 脈衝鋼彈的活跃下，遭ZGMF-X23S 救星鋼彈击破。之后，该机进行了少量量产，其中有两台同型机参与了保卫月面基地第達羅斯的战役，但均遭到扎夫特军击毁。另有部分同型机参与了最终的弥赛亚攻防战

#### 量产型
- TS-MA2 梅比烏斯（MOEBIUS）

是聯合軍的主力MA，梅比烏斯零式的量產型，可配備不同武器來應對各種戰局。
- MAW-01 密斯特拉爾（MISTRAL）

在無重力空間下使用的單人小艇，在梅比烏斯出現後定位變成作業用機具。
- TS-MB1B 歐幾里得（Euclid）

是自天堂基地开始配备于地球联合军各据点的量产型MA。是綜合薩姆札查與傑爾茲克兩者的運用數據所開發的，与同为MA的薩姆札查及傑爾茲克不同的是本机并没有臂及脚等机构，这一点更接近于梅比烏斯等初期的MA。本机在地上及宇宙中均可以使用。由于体型较大，可以搭载较为大型的推进器，能够发挥出很高的机动性。武器方面，由于装备了兩門M464型高能大型光束炮和M551型七连装52mm格林机关炮，并且配备了阳电子反射光束盾，使得欧几里得在攻防两面都相当出色。歐幾里得（Euclid）在第二次联合-P.L.A.N.T.战争期间投入使用，主要用于据点防卫，参与了对天堂基地和卫星反射加农炮“镇魂曲”的防卫战。

## 札多

### GINN（基恩）系
- YMF-01B 原型基恩/ZGMT-01 训练型基恩（(GINN Trainer）、PROTO GINN）

札多最初期開發的MS，基恩的原型機種。大约于C.E.60年代中叶（C.E.67年左右）完成，並在C.E.69年L5宙域的衝突中被投入使用，最後以少勝多壓制了地球聯合軍的MA部隊。由于原型基恩的成功开发，可以说为日后扎夫特的第一代泛用量产主力MS——ZGMF-1017 基恩的开发制造奠定了良好的基础。
而YMF-01B 原型基恩的原型是木星考察船齊奧爾科夫斯基號上的外骨骼輔助動力式宇宙工作服，这种宇宙工作服由于其类人的外形给予了它很高的通用性，但对于操作者的操作也提出了很高的协调性要求，因此基本上除了调整者外，自然人是没有办法操作这种宇宙工作服的。
在动力方面，该型机首次使用了小型化的超紧凑型能源电池作为动力源，令该型机拥有相当充裕的使用时间。机体的各部位均搭载了小型推进器，保证机体在无重力环境下的AMBAC机动，同时背部装载了推进背包组件来实现机体的推进性能。武装方面，由于该型机仅做实验用，因此仅采用了MMI-M8A3型76mm重突击机枪加MA-M3型重斩剑的搭配。在基恩大规模量产后，原型基恩原有番号则变更为ZGMT-01，更名为“训练型基恩”后，現在則多用於新人駕駛員的訓練。
- ZGMF-1017 基恩（ジン、GINN）

札多量產型MS，C.E.65年，P.L.A.N.T.的军事组织扎夫特成立后，第一款MS—— YMF-01B 原型基恩於C.E.67年问世。在C.E.69年11月3日，在P.L.A.N.T.與地球聯合的對立期間，由P.L.A.N.T.的國營軍事設計局的阿西莫夫设计局、海因莱因设计局、麦乌斯军事工社在YMF-01B 原型基恩的基础上進行修改並共同开发出扎夫特的第一代泛用量产型MS——ZGMF-1017 基恩而對其機體進行量產。在驗證了機動戰士在戰場上的作用後，為應對各種作戰需要，札夫特陸續將基恩改良為不同型態的機種，有更快速的高機動型、沙漠戰仕樣、用於水中搜查巡邏的WASP、適於偵察和狙擊任務的長距離強行偵察複座型。
基恩的常规武装为一门MMI-M8A3型76mm重突击机枪和一柄MA-M3型重斩剑。MMI-M8A3型76mm重突击机枪是基恩的主要射击武器，有自动和半自动两种模式，射速快、稳定性高，在与联合军MA交战时能够对敌机产生极大威胁。重斩剑利用分子加工技术铸造，双面开刃，在利用锋利的刃部对装甲产生切割破坏的同时，也可利用剑体自身的重量形成严重打击，在地球联合军开发出PS装甲前，重斩剑对于联合军机动兵器的装甲能够形成非常有效的破坏能力。
除了以上能满足普通战斗需求的选择外，还可根据不同的情况选装不同的武器以应对，包括M66 "Canus" 短程導向飛彈發射器、M68 "Pardus" 3連裝誘導飛彈發射器、M69 "Barrus" 特火重型粒子砲（其重型粒子砲用于攻略重型目标，威力足以摧毁战舰等大型目标，但是耗能同样严重，在炮身自带独立能源的前提下，也仅能发射三发）、M68 "Cattus" 500mm 無後座力膛線砲（其无后坐力步枪的外形如同火箭筒，能够发射多种弹药，比之常规的MMI-M8A3型76mm重突击机枪拥有更远的射程和更强的威力，但装弹量少、射速慢是其缺点）等。其中M66 "Canus" 短程導向飛彈發射器和M68 "Pardus" 3連裝誘導飛彈發射器统称为“D装备”（多用于堡垒或要塞攻略战，M66 "Canus" 短程導向飛彈發射器由双手握持，配备两枚大型导弹和两枚小型导弹，威力巨大但射速较慢，多用于攻击固定堡垒或者移动缓慢的战舰等目标，M68 "Pardus" 3連裝誘導飛彈發射器装备于双腿部，主要用于攻击接近中的敌机。）
在第一次联合-P.L.A.N.T.战争初期，基恩和地球联合军的量产型MA的战力之比一度為5：1，使MS也迅速成为战争中影响胜负的关键所在，认识到这一点的地球联合军也迅速展开自己的MS开发计划。在第一次联合-P.L.A.N.T.戰爭後期，性能優於基恩的聯合軍量產機GAT-01 攻擊刃（Strike Dagger）投入戰場，基恩的機能並不及攻擊刃而造成札多軍投入次世代量產機ZGMF-600 蓋茲以代替基恩。但由於時間不足，基恩直至雅金·杜威攻防戰也在服役。
C.E.73年，即便已開發出更高性能的新型量產機，札夫特仍將高機動基恩再次改良為高機動二型，由此可見札夫特軍對基恩的信賴與不捨。
- ZGMF-1017 基恩儀典用裝飾型（ジン式典用装飾タイプ、GINN DECORATED TYPE FOR CEREMONY）

基恩的一種版本，進行公式活動或出席典禮時使用。從外形上看，本機與一般的基恩並沒有太大的差別，只是機體全身的裝甲上雕有花紋，而肩膀和背部經過微調，並裝備了古色古香的栓式枪机式单发步枪（栓式枪机式单发步枪的槍托以P.L.A.N.T.利用生物工程培育的巨型青剛櫟木材所製造的），而指揮官機會額外攜帶發泡金屬製的軍刀。
- ZGMF-1017AS 強襲型基恩（ジンアサルト、GINN ASSAULT）

基恩的一種版本，裝上突擊護甲的基恩，突擊護甲只是札夫特一種追加裝備的共通稱號，每款機體都會按實際需要度身打造
- ZGMF-1017M 高機動基恩（ジンハイマニューバ、GINN TYPE HIGH-MANEUVER）

基恩的一種版本，機體的全身均搭載了次世代推進系統（為MMI-M729型光波脉冲推进器），預定交由王牌機師駕駛。本機的具體生產數量不明。
- ZGMF-1017M2 高機動基恩二型（ジンハイマニューバ2型、GINN TYPE HIGH-MANEUVER TYPE II）

是扎夫特军在第一次联合-P.L.A.N.T.战争结束后，以ZGMF-1017M 高機動基恩为基础开发而来的机型，改造的重点在于机体的近距离战斗。高機動基恩二型并未配备高機動基恩的MMI-M729型光波脉冲推进器，而是采用了原有的大型推进翼，但是在原有推进器的基础上进行了性能提升，并追加了更多的姿势制御喷嘴，令该机依然能够保有优秀的机动性，并且与高机动基恩相比，该型机在近战中的机动性要更胜一筹。
武装方面，该型机配备了一支MMI-M636K型光束卡宾枪，虽然威力和射程方面并不出众，但是在近战中却可以充分发挥射速快、稳定性强的优势。近战武装是一柄MA-M92型实体剑，剑身外形犹如旧世纪的日本武士刀，剑体材料采用了P.L.A.N.T.开发的稀有金属，并且利用据称是源自“墓园”的锻造技术打造，因此极为锋利，能够一击劈开三台ZGMF-1017基恩，并且能够轻易破坏ZGMF-1000 薩克戰士的装甲。而机体的护盾则采用新型的抗光束盾牌，防御能力也有所提高。而造成尤尼烏斯7號墜落事件的薩拉派叛亂份子即是駕駛此機型
- ZGMF-LRR704B 長距離強行偵察複座型基恩（ジン長距離強行偵察複座型、GINN LONG DISTANCE FORCING RECONNAISANCE TYPE）

是扎夫特军对ZGMF-1017 基恩进行改修后得到的强行侦察用MS。其番号中的“LRR”是“Long Range Reconnaissance——长距离侦察”的缩写。
作为侦察型机体，机体头部的翎羽装传感器装载了强化型传感系统，以提高探测能力，肩部搭载了大型整流罩系统，机体各处也追加了传感器，令该机拥有了超乎寻常的超视距索敌能力。为了执行长距离强行侦察任务，该型机的电池储量以及燃料槽得到了扩容，提高了机体的持续侦察能力和续航能力。而由于并非是用于战斗的机体，所使用的武器也仅有一柄狙击型步枪。
由于增加的探测装置，令机体的操作复杂性大大增加，因此除了驾驶员以外还必须设置一名负责收集情报的传感器操作员，由两人共同操作才行。因任务的特殊性，该机的生产数量也很有限，仅仅配给给一线部队作为前哨侦察的尖兵而活跃，初次配备于C.E.70年。
- ZGMF/TAR-X1 戰術航空偵察型基恩（ジン戦術航空偵察タイプ、GINN TYPE TACTICAL AIR RECONNAISANCE）

是由扎夫特军在ZGMF-1017 基恩的基础上改修而來的航空偵察用測試機，為了能在重力下飛行而導入了Aerogel系統。本機也是扎夫特军最初的量產型航空MS——AMF-101 迪因的原型機。
- TMF/S-3 沙漠戰式樣基恩（ジンオーカー、GINN OCHER TYPE）
- YF-3A 水中用試作型基恩（ジンフェムウス、GINN FEMWS[注释 10]）
- UWMF/S-1 水中戰式樣基恩（ジンワスプ、GINN WASP TYPE[注释 11]）

是扎夫特军在ZGMF-1017 基恩的基础上改造而来的水用型MS，主要用于在水中搜查巡逻并对扎夫特的水中主力MS进行支援工作。其番号“UWMF/S”是“Under Water Mobile Fighter/Supporter——水下用机动战斗机/支援机”的缩写。而其名称中的“WASP”是“Water Adapted Search and Patrol——适应水下环境侦察巡哨型”的首字母缩写。
出于成本考虑，技术人员仅对原型基恩作了简单的耐水处理。其头部的传感器搭载了主动式及被动式声纳，并实验性地搭载了能够将鲨鱼的感觉器官电感受器人工再现的周边电位声纳。背部的宇宙用大型推进背包去除，并搭载了方向舵一体型的喷射水流推进器，同时还对肩部装甲进行了曲面流线化的处理。此外，根据任务内容的不同，还可装备航行用拖拽式声纳阵列罐和超长波数据通信系统，以维持大范围的探测能力和长途通信/数据链交换能力。关节传动装置和枢轴等部位增设了水密罩和垫片，同时机体内部增加了浮体材料，以保证机体的浮力平衡，此外还为了提高对水压的耐性而对驱动马达的传动比作出重新调整。
- UWMF/S-1 水中戰式樣改良型基恩（ジンワスプ改）
- ZGMF-1017 暴徒型基恩（ジン タイプ インサージェント、Ginn Insurgent Type）

是《C.E.73 STARGAZER》登場，流入民間武裝組織的基恩改修型之一
機體各部分增設了夜間用的探照燈，由於基恩本身已經備有低光度環境用的感應器，反映出這些武裝組織沒有足夠的技術去整備它。
在尤尼烏斯7號墜落事件時有極端調整者（札夫特派屈克·薩拉側的殘黨在駕駛）在巴西福塔萊薩趁亂駕駛本機濫殺平民，而後被線性炮坦克戰車隊利用數量拖延將其擊破，事後打開駕駛艙卻是三位調整者兒童在駕駛

### CGUE（席古）系
- ZGMF-515 席古（シグー、CGUE）

本機是札夫特以主力量產機ZGMF-1017 基恩為基礎而開發的指揮官專用機體。原本是扎夫特军开发的一款原本预定作为替代ZGMF-1017 基恩的次期主力MS。机体的头部加长了翎羽式头部天线，肩部还加装上了翼状散热片，作為基恩的上位機種，提升了推进器的推力并增加了腰部推进器，同时还在机身各处增设了姿势控制喷嘴，并对手臂和腿部进行了轻量化处理，削减了部分装甲，使席古的机动性和运动性大为提高，本機的機動力和速度更高；雖然裝備和基恩大致相同，如MA-M4A 重劍和MMI-M7S 76mm 重火力機關槍，但也加上新的M7070 複合盾牌和28mm 火神砲系統。
由于拥有优秀的性能，先期少量量产的该型机优先配备给王牌机师驾驶，如拉烏·魯·克魯澤便是驾驶该型机指挥了「海利歐波里斯」的高达抢夺行动。而当扎夫特夺取了四台GAT-X系列MS后，迅速意识到席古与联合军新锐MS之间的差距，因此将开发重点转移到了能够搭载光束兵器的ZGMF-600 蓋茲之上，因此，席古并未进行大规模量产便很快退出了战争的舞台。
- ZGMF-515AS 強襲型席古（シグーアサルト、CGUE Assault）

給予王牌駕駛的機型，增裝更多推進器並增裝胸口外裝甲強化生存力。而其中一機被地球聯合军俘獲後在雙肩加裝了盾牌，同時為了對應地球聯合的生產規格進行了細部調校
- YFX-200 光束武器試驗型席古（シグーディープアームズ、Cgue D.E.E.P.Arms[注释 12]）

札夫特以強奪而來四台聯合軍的GAT-X系列数据所開發的光束武器技術驗證機，并未进行量产化。机体名称中的“DEEP Arms”是“Directional Energy Emission exPerimental Arms”的缩写。
在基础机ZGMF-515 席古上装备的初期型光束组件，因为把工作的可靠性摆在最优先位置，所以本机的振荡组件的全长超过10米。为了应付来自这个巨大组件的代载带来的负荷的增大，本机的动力组件及冷却系统更换成改良高输出型。光束炮的性能就如开发团体期待的那样，以后开发的光束兵器全部以这个组件为基本而设计。札夫特从聯合軍夺取的4台G最大的贡献在于MS用的光束武器技术。于是有部分武器试验性地装备在本机上。
但由於技術不純熟下作為主武裝的DP8-MSY0270试制指向性热能炮體積龐大（被强力的冷却系统所占领）而散熱功能也很差劣，因为每次开枪从背部大量喷出带有热量的大量冷卻瓦斯，所以瓦斯的剩余量见底的话就不能开枪。为了与光束炮组件的搭载对应，背部原来的背包被撒去，替代的是搭载了新设计的组件背包。这个背包内装了增设动力组件、强化冷却系统等。另外肩部也加装了新的推进器。
头部鳍状物为了在内部安装能提高光束炮击的精度的强化型统台传感器排列进行了大型化处理。由于将高置传感器延长化，在掩护物背后的精密射击性能也提高了。
相對地同樣是本機配備的NOL-Y941型光束重斬刀就顯得完成度比較高，只花短短3周内开发完成的。因此，基本构造和地球连合的15.78m對艦刀「槍刀（Schwert Gewehr）」十分相似。
由于DEEP-ARMS的武器装备存在缺陷，本机的驾驶员志保·哈尼夫斯在归队后改为驾驶新开发的ZGMF-1000扎古战士（ザクウォーリア、Zaku Warrior）以及ZGMF-2000老虎烈焰型（グフイグナイテッド、Gouf Ignited）从而继续与伊扎克等人一同活跃在各个战场上。

#### DINN（迪因）系
- AMF-101 迪因（ディン、DINN）

AMF-101 迪因是扎夫特军以在地球上运用而开发的空中战用量产型MS。
C.E.70年4月2日，扎夫特发动了对地面的侵攻行动“衔尾蛇作战”，但用于地面作战的MS最大的弱点可以说是行动范围过于狭小，无法充分满足地面作战的需要。因此，在扎夫特开始计划进行地球降下作战的同时，以扩大MS的行动范围以及為了在地球內以持久飛行來進行空戰，以對付地球連合軍的MA。因此在機體上增設了三對共六支大型機械翼，增加飛行時的平衡及浮力；也加了一個頭盔狀的附加裝置，也能減少空氣的摩擦力。因為考量到飛行的需要而大幅削減裝甲，因此耐彈性並不出色，但也因此獲得令人滿意的空戰機動性，可以說是當時期最輕的MS
武器方面，迪因的胸部装备了4具六联装多用途发射器，左右手持各一支MMI-M7S型76毫米重突击机枪及MMI-M100型190毫米对空散弹枪。机体的腰部两侧设置了一对枪套，在非战斗状态下便可将武器进行存放。
由于地面侵攻战役逐渐升级，迪因在设计完成后即投入生产。但直到C.E.70年5月20日，这台大气层内专用量产型MS才被初次出现在地球战场上，并逐渐成为了扎夫特军空中武力的象征。
在《SEED DESTINY》中，由10月3日發生「Break the world（尤尼烏斯7號墜落恐怖攻擊事件）」所引发的大战爆发后，出現了偵察型的迪因。是以AMF-101 迪因加上巨型偵察雷達而成。軍事編號為AMRF-101C，名為AWACS DINN。而性能更加先进、武器也更加丰富的AMA-953 巴比也开始逐渐取代该机成为次世代的主力空战MS。
- AME-WAC01 早期預警·空中指揮型迪因特殊電子戰式樣（早期警戒・空中指揮型ディン特殊電子戦仕様）
- AMF-101C 早期預警·空中指揮型迪因（AWACSディン、AWACS Dinn）
- AMF-103A 鴉型迪因（ディンレイヴン、Dinn Raven[注释 13]）

##### BABI（巴比）
- AMA-953 巴比（バビ、BABI）

是在尤尼乌斯条约签订后，为了能够适应地球复杂环境而开发的一款在大气圈内使用的量产型可变式重型空中攻击型MS，其番号中的“AMA”是“空中机动攻击（Aerial Maneuver Attacker）”的简写。
与前代扎夫特空战MS“AMF-101 迪因”相比，巴比的火力更强、载弹量更多、装甲更坚固。开发人员并没有采用迪因的轻量化机身+可变式机翼，转而使用类似于ZGMF-X23S 救星鋼彈的可变式设计。在MS形态下，巴比拥有常规MS的滞空与机动能力，同时可以使用多样化的武装进行攻击。MA形态时则保留了如战斗机一般的高速度与高机动性，也能够直接轰炸地面目标，实施一击脱离的战术。
作为量产机型，巴比的变形方式极为精简，只需将腿部折叠至背后，收纳于膝盖处的垂直尾翼便会升起，再将机翼展开本机便能完成变形。由于设计时间较晚，巴比直至C.E.73下半年才开始出现在战场上，随后大量配置于扎夫特的各个地面基地，参与了柏林战役、摧毁理法的天堂基地的“诸神黄昏行动”与入侵歐普的“怒火行动”，作为先锋部队而活跃在战场上，直至大战终结。

### 地面战用四足兽形量产MS
BuCUE（巴库）系
- TMF/A-802 巴庫（バクゥ、BuCue）

是札夫特军所开发的地上用MS。考虑到在地球重力下作战的安定性需要，使用了兽型的四足步行机构，也装备了平地行走用履带，与人型MS相比在沙漠和冰原地区的机动性要更胜许多。然而，由于机动力和火力均是优先考虑进行正面攻击的，因此装甲也集中在机体前面，无法有效防范针对腹部的攻击，对于仰倒情况下的应对也没什么好办法。由于武器必须在重力条件下使用，所以巴库的前期型仅能在背部炮塔安装二联装450mm电磁轨道炮或是十三连装400mm导弹发射器两种武器，且战斗中无法更换，只能预先根据战术来选择安装使用哪一种武器。通过“高达强夺作战”获取光束军刀的技术之后，技术人员对巴库进行了改修，主要是在口部加装了双向光束军刀，这种改修型被称为后期型巴库。由于光束军刀的设置，使巴库的战术丰富性大为提高。后期型巴库优先配给了位于非洲沙漠的渥特菲德队，以更换其所使用的前期型。由于巴库的活跃，令降落初期不擅长地面战的大天使号大吃苦头，不过巴库最终还是败给了爆发了SEED能力的煌所驾驶的攻擊鋼彈。
- TMF/TR-2 巴庫戰術偵察型（バクゥ戦術偵察タイプ）
- TMF/A-802 P-Mod.W 渥特菲德專用修改型巴库（バクゥ バルトフェルド専用改修タイプ）

拉寇的原型機，後來輾轉流落到廢物商羅·裘爾的手上，被改造成作業用機。
- TMF/A-802W2 地獄獵犬型巴库（ケルベロスバクゥハウンド、KERBEROS BuCUE HOUND）

地獄獵犬型巴库為地面战用型MS。装备有两柄双向光束剑、两根光束牙、两支光束角以及两门光束加农炮，以三个头为特征的本机是扎夫特的四脚兽型MS“巴库”的衍生机，与以往的“巴库”相比，更强化了近距离机动战斗的攻击力。背部的回转头系统中拴合装备的配件适合于Wizard的规格，因而实现了与“扎古”系列等扎夫特制造的双脚型机体的武器共通化。由于可以搭载加装了以往背包武器的Wizard系统，“巴库”系列的机体在运用及火力选择的自由度方面大幅扩展，令兵站部门的负担大为减轻。
新换装的替换了过去型的头部单元是以与地狱犬Wizard的连携使用为前提而同时开发的。乍一看，似乎是下巴的部位收纳了主探测器，可对其进行伸缩防护。配合Wizard的两个头部，这些单元中装备了可以在格斗战中发挥威力的光束尖牙系统。此外，Wizard头部单元内的伸缩装置中，各收纳了一门光束炮。
该型机具体的列装时间和生产数量不明，有明确实战记录的一次作战是扎夫特军在欧洲突袭地球联合军漢尼拔級陸上戰艦波拿巴號时，与幻痛部队三台高达型MS发生交战，虽然最终所有地狱犬巴库猎犬都被击毁，但它们也同样摧毁了一台高达型MS，成为历史上第一款击毁高达型MS的量产机。
- TMF/A-803 拉寇（ラゴゥ、LaGOWE）

以渥特菲德專用的巴庫開發而成的機種，相較於巴庫，本機強化了近距離戰鬥的能力，除了口吻部的光束軍刀外，在四肢亦追加了爪狀的構造，同時背後則搭載了二連裝光束砲，在遠近距離都能有所發揮。
在與大天使號的戰鬥中由渥特菲德及艾夏駕駛，與攻擊鋼彈展開死鬥後敗北，艾夏陣亡但渥特菲德則奇蹟生還。

### ZuOOT系
- TFA-2 薩伍特（ZuOOT）

札夫特最初期的地上用MS，主要是扎夫特军为了进攻地球而开发的炮战用可变式MS，装备了大量的火炮以进行炮击支援。机体番号中的“TFA”是“Terrestrial Fighter Artillery”，即“地上用战斗机炮台”之意。
薩伍特是以工业用动力强化外骨骼为基础设计而成，具有变形机构，能够从人型MS模式转变为坦克模式，利用履带移动，来适应沙漠作战环境。
但是薩伍特的火力虽然充实，但整体设计思想并不先进，作为扎夫特军中最重的一款MS，使其機動性並不出色，因此和地球联合军的傳統戰車、线性炮坦克相比難以佔到明顯優勢。
雖然論機動性並不優秀，但火力上切有相當優異的表現，作为炮击支援机，薩伍特配备的主武装是肩部的两门二联装加农炮，拥有射程远、威力大的优点，但是相对应的连射性能较差，且后坐力巨大。机体左臂配备有一门二联装副炮，连射性能好、射速高，是该机用来进行MS战和防空作战的主要武器。此外，该机胸部还有四门火神炮，另外手持一柄重突击机枪。在巴庫系列投入戰局後轉為後方火力支援用。
- TFA-4DE 加茲伍特（GAZuOOT）

薩伍特的後繼型，改造后的加兹伍特在外观上与萨伍特差别并不大，都可以从人型MS形态变形为坦克形态，進一步的強化了薩伍特原本就不俗的火力，首先是肩部的加农炮更换成了二联装“福尔卡”光束加农炮，左臂二联装副炮被取消，是左右双臂裝備據點攻擊用的“法尔科尼”地对空大型導彈，双手机械臂也直接改装两门MMI-M70型三联装“特里维姆”加农机炮。
改造后的加兹伍特拥有相当强劲的火力，且拥有能够对应近中远距离的武装，但总体而言，其最致命的机动性差的问题依然没能解决，近战能力依旧低下，因此和萨伍特一样，大多被部署于基地内部，作为固定炮台进行火力支援用。

### GOOhN（古恩）系
- UMF-4A 古恩（グーン、GOOhN）

札夫特最初期的水陸兩用MS，作为水中战用MS，格恩的机体结构得到了强化，令其能够承受水中的高压。机体的上半身被设计成类三角形的流线型设计，能够有效减少水中阻力，同时机体采用了仿生学设计，背部有一枚类似鱼鳍的组件，能够在水中起到辅助舵的作用，腿部能够进行折叠，脚部则采用了蹼爪式设计。而整个背部、腿部均装设了数具水下高速机动推进器鳞片马达，以保证高速机动作战要求。
同时，机体的高性能雷达·周边电位传感器模仿了鲨鱼的旁线神经系统——勞倫氏壺腹，能够在水中获得优秀的探测能力。武装方面，格恩主要配备了对空及水中战用火炮，包括双臂的533mm 7連裝魚雷發射管、背部47mm水中用來福鏢槍發射管 、胸口的一对聲子增幅砲（Phonon maser）和头部的馬克70（Mk.70）型1030mm 超級汽泡式（Supercavitating）魚雷 。
然而作为扎夫特军的第一款水中用MS，虽然其水下巡航速度十分优秀，但是机动性则十分差，尤其是在离开水面后。沒有配備近距離戰鬥用的武裝，因此近战能力也十分薄弱。
即便如此，该型机于C.E.70年5月2日在卡奔塔利亞基地建造完成后，迅速成为扎夫特军海洋部队的中坚力量，帮助扎夫特军迅速夺取了地球的制海权。但是由于联合军MS的投入使用，格恩性能上的不足则逐渐显现。
- UTA/TE-6 遁地古恩試驗評估型（グーン地中機動試験評価タイプ）

是以扎夫特军的水陸兩用MS——UMF-4A 古恩为原型机制造的试作机，最大的特征是具有在地下活动的能力，主要用于秘密潜入敌后进行索敌、收集情报、破坏地下设施和进行地下探测等。从外观上来看，本机和原来的UMF-4A 古恩非常相似，但其实机体的上半身是经过了重新设计的。机体表面装有鳞状马达，到处覆盖了制御及驱动用的光纤网，能通过分子秩序的振动素子阵列化的鳞状马达发生一致的振动位相，使周围的土壤、岩石粉碎及液化，并在机体周围产生推力。机体的分散处理系的自律节点分散在数千处，使得制御系统极其复杂。
作为地下行动机体，本机除了装备了通常的雷达及光学探测器之外，还装备了地下雷达及音响探测器。另外，为了能在地下转换道路，还在各处装备了覆有鳞状马达的偏流翼。由于是实验机，本机的火力十分单薄。曾有计划给机体装备搭载了鳞状马达的地下鱼雷，但这个构想最终没有得到实施。原先UMF-4A 古恩(UMF-4A GoohN)装备的双臂的533mm 7連裝魚雷發射管及头部的馬克70（Mk.70）型1030mm 超級汽泡式（Supercavitating）魚雷 被撤除，全部改为在土中潜航时进行初期挖掘用的钉甲及将被粉碎液化的泥土运向机体后方的进口。因此，本机的固定武器仅有聲子增幅砲（Phonon maser）一种。
与其他机体相比，本机不仅实用性较低，而且运用起来也比较困难。地下潜航时用来探测外界情报的地下雷达受土质的导电性变动的影响，长距离探测扫描时精度极低；另外，声音探测不能在鳞状马达驱动工作的时候同时使用。由于鳞状马达无法突破较厚的岩层，因此在进行地下潜航时，事前必须作充分的地质调查，这些繁复的预备作业大大降低了机体的实用价值。
本机总计制造了3架，虽然并未有将其投入实战的计划，但因为阿拉斯加割喉戰后扎夫特军(ZAFT)的战力损失惨重而在经过武装强化后被投入了巴拿馬攻略戰。从地下突然出现的机体给联合军士兵的心理造成了一定的打击，多名目击的联合军士兵在战斗后表现出精神异常。而参战的3台机全部安然返航。
- UTA/TE-6P 遁地古恩（ジオグーン、Geo-GOOhN）

《DESTINY》歐普侵略戰中登场的MS，是扎夫特军在第一次联合-P.L.A.N.T.战争后，对战所时开发的遁地古恩試驗評估型进行改良後的正式量產規格。番号中新增的“P”代表“量产（Production）”之意，机名“Geo”则是英语“地下峡口”、“地质”之意。
地下机动试验评价型格恩由于使用条件苛刻，实用性较低，因此技术人员对其进行了部分改良，对部分挖掘、推进机能做了优化，而地下雷达和声波探测器也进行了更进一步的调整，扫描精度和探测范围都得到了很大的提升，在地底机动时也作了进一步降噪处理。经试验得到的结果，改进后的机体在地下以及水下均能以更快速度、更低噪音、更精准的定位来抵达目的地。
完成少量量产的该型机组成了数支小规模特种部队，由于资料稀少，目前只知其中一支部队于第二次联合-P.L.N.A.T.战争中参与了由扎夫特发动的歐普侵略戰，利用其特殊的机体性能，成功突破了歐普的地下掩体，造成大量人员伤亡，但随即遭到防卫部队的攻击而全灭。
- UMF-5 佐诺（ゾノ、ZnO）

札夫特針對淺水海域開發的水陸兩用MS，相較於古恩，額外增設了雙手的掌部装备了小型化的声子炮及手部设计为大型格斗鉤爪，手指部则可伸缩弯曲以應對格鬥戰的需求。除此之外，机体头部还装备有12门533mm鱼雷发射管。而在第二次大战中虽然扎夫特军开发出了后继机种UMF/SSO-3 亞修，但仍有部分该型机活跃在各类海战中，其中就包括了扎夫特军攻打地球联合军天堂基地的战役。
- UMF/SSO-3 亞修（アッシュ、ASH）

《DESTINY》中札多軍特殊部隊使用的最新銳機體，屬水陸兩用型，較少使用於一般戰鬥，多半運用於著重秘密行動的特殊戰。其雙臂未搭載通用機械手，而是配備了光束鉤爪作為固定武裝。而背部搭载了一对GMF22SX型试作型复合型多用途导弹推进发射器，其前端可装填鱼雷或导弹，后端则是高出力推进器，机体头部装备了一门PJP3型二连装声子脉冲高能加农炮，肩部设置了两门MA-M1217R型二联装高能光束炮。
设计完成后的该型机起初属于特殊作战用机，具体装备时间不明，由于其任务特殊性，甚至多数扎夫特士兵都不知道该型机的存在。C.E.73年11月，由札多軍特殊部隊执行的针对拉克丝·克莱茵的暗杀行动便是由驾驶该型机的特种部队执行的。在此之后，该型机涂装从绿色变更为灰色，逐渐列装于札夫特的各大洲地球基地，直至第二次联合-P.L.N.A.T.战争终结。

### 第二代多用途量產MS
GuAIZ（蓋茲）系
- ZGMF-600 蓋茲（ゲイツ、GuAIZ）

札多量產型MS，由於地球聯合軍的攻擊刃開始投入戰場，而攻擊刃的性能較札夫特軍的主力量產MS—基恩更為優秀；因此札夫特軍急需能與攻擊刃抗衡，甚至更優秀的機體。最終以強奪而來的四台GAT-X系列的技術和兵器，開發出新一代的本機。除了機動性超越基恩與席古，還參照了決鬥鋼彈的光束來福槍上付加的榴彈砲擊管，防護盾也實驗性裝備兩柄光束爪產生器，以求達到攻防一體化。而腰部的制動槍則參考了電擊鋼彈的穿刺鎖，且裝上了光束刃。
該機於戰爭後期主要交由熟練的飛行員以及各隊隊長使用，該機在拉烏·魯·克魯澤駕駛下曾有重創重砲型攻擊鋼彈的不俗戰果。
- YFX-600R 火器運用試驗型蓋茲改（火器運用試験型ゲイツ改、GuAIZ Type Fire Arms Experimental）

自由鋼彈及正義鋼彈的武裝開發測試用機，將原來蓋茲的MA-M21G光束來福槍替換成自由鋼彈使用的MA-M20“天狼座（lupus）”光束步槍，並拆除腰部兩側的制動槍，換裝成兩門與自由鋼彈同款的MMI-M15 “旗魚（Xiphias）”磁軌炮，後背包則換裝成正義鋼彈使用的“Fatum-00”原型背包，札夫特同時也在此機上實驗性的搭載PS裝甲，為札夫特首架使用PS裝甲的機體。然而，由於本機體的開發在反中子干擾器的成功使用之前，所以本機的動力仍然是電池能量包，PS裝甲和武器並用的戰鬥時間極限只有5分鐘。
該機在雅金·杜威攻防戰期間，被確認到有數架投入實戰。
- ZGMF-601R 蓋茲R（ゲイツR、GuAIZ R）

札多量產型MS，是上次大戰末期投入戰場的蓋茲改良型。原本在第二次雅金·杜威攻防戰期間已經測試完成，不過到了戰後才正式量產。防護盾的光束爪產生器縮減成一具，腰部的伸縮式制敵鉗更改為「豚式IX」（Pollux IX）磁軌砲。配色則從綠色改成類似基恩的灰色。
改装完成的蓋茲R于C.E.72年正式列装部队，由于其本身定位便是过度机种，因为性能方面并不突出，在ZGMF-1000 薩克戰士系列大规模量产后，便逐渐被替换淘汰。尤尼乌斯7坠落事件中，蓋茲R被用以对抗叛变部队所使用的ZGMF-1017M2 高機動基恩二型，却遭受沉重打击，此役更是让蓋茲R的地位一落千丈，在第二次联合-P.L.A.N.T.戰爭前期是札多軍中普通綠衣駕駛員的標準MS機體，作為主力MS而大量配備於前線。隨着戰爭的擴大，蓋茨機體機體逐漸退出戰爭的舞台，被ZGMF-1000 薩克戰士取代。

### 第三代多用途量产MS

#### 新千禧年系列
- ZGMF-X999A 薩克試作量產型（ザク量産試作型、ZAKU MASS-PRODUCTIVE TRIAL TYPE）

薩克戰士的原型機。有鑑於前次大戰中自由鋼彈及正義鋼彈等ZGMF-X系列機大放異彩的表現，札夫特打算將核子爐搭載型量產機正式實用化，而其成果便是本機。而在戰後到尤尼烏斯條約簽訂的期間，獨立記者傑斯·里布爾曾在南美獨立戰爭時意外目擊本機蹤影。
考慮到當時聯合擁有的積層裝甲技術，為了提升對艦攻擊的有效性，因此武裝上是採用了大口徑磁軌炮及高周波電熱斧。
由於開發測試到一半時因為尤尼烏斯條約的簽訂，使得往後的MS無法再搭載核能動力，原本已完成的47架也遭到銷毀處份（官方的對外說法）。
然而札夫特並未就此完全放棄本機的開發，在移除核子爐運用後重新設計的本機，最終以薩克戰士的面貌出現在世人眼前。
- ZGMF-1000 薩克戰士（Zaku Warrior） 
  - ZGMF-1000/A1 砲擊型薩克戰士（Gunner Zaku Warrior）
- ZGMF-1001 薩克幽靈（ザクファントム、Zaku Phantom） 
  - ZGMF-1001/K 斬擊型薩克幽靈（Slash Zaku Phantom）
  - ZGMF-1001/M 瞬發型薩克幽靈（Blaze Zaku Phantom）
- ZGM-1000/R4 戰域通信指揮統制型薩克（コマンドザクCCI）

因為中子干擾器，電波通訊因而受影響，因應作戰中無線通訊的必要，而開發了的戰域通訊指揮統一用薩克。因為基本上並非最前線交戰用，所以沒有配備武裝。因此機體型式號碼中的「F」也被省略。對於這樣變得需要運用2架以上的護衛機。天線和肩膀安裝了的發射器是特徵，內部構造與通常的薩克也不同。
- ZGMF-X101S 飛梭測試型薩克（ザクスプレンダー）

具備分離合體機能的機種，是脈衝鋼彈分離合體結構的開發測試機。
- ZGMF-X3000Q 天帝薩克（プロヴィデンスザク、Providence Zaku）

傳說鋼彈的開發試驗機，基本上可以視為薩克幽靈版本的傳說鋼彈，外觀上亦十分相近。比較大的差異在於天帝薩克的龍騎兵炮塔本身擁有作為實體刃撞擊的功能（傳說鋼彈採用的龍騎兵砲塔無此功能）。
- 古夫烈焰型（Gouf Ignited）

機體編號：ZGMF-X2000（試作機）；ZGMF-2000（制式採用機）
以試作機開發時定位為接近戰特化的試作MS，与薩克戰士不同，古夫烈焰型并未设置背包換裝系統，因此无法像薩克戰士那样根据不同战况来选择不同的裝備，而是固定装备了飞行翼背包，令该机拥有出众的机动性，在大气圈内也拥有飞行的能力。武器配備為塗有抗光束涂层的手持防盾、在机体的双腕处各配备了一门M181SE型“德罗普尼尔”四联装光束机炮、在护盾内还携带一柄结合了实体剑和光束剑的双重特性的折叠式MMI-558型“暴风雨”光束重斬劍及机体的小臂内侧各配备有一根MA-M757型“獵殺鞭”热能鞭等於中近距離能夠充分發揮的武裝，此外，该型机还可以使用M68型“金钱豹”500mm无后座力步枪。劇中為海涅的專用機，塗裝為海涅個人代表的橙色。
在達達尼爾海域的混戰中意外被蓋亞鋼彈擊墜，駕駛員海涅陣亡。
制式採用機則是古夫烈焰型的正式量產版本，和薩克相比屬於高階機種，優先配給於以紅衣菁英為主的高階軍官。於天堂基地攻略戰中首次投入。
因為是正式量產機，故移除了型號中代表試作機的X，塗裝改為藍色。
- ZGMF-X2000CQGB&S 古夫碎擊型（グフクラッシャー、Gouf Crusher）

古夫烈焰型的派生機之一，本身未配備任何火器，而是以衝擊鉗和破碎球等打擊性質濃厚的武器為主力。
衝擊鉗採用火藥爆炸產生壓力來輾碎敵機，普通裝甲會直接被其粉碎，就算是PS裝甲，以全自動點火方式連續20～30次連擊也有辦法破壞，是少數能對PS裝甲產生威脅的實體武裝。
破碎球的結構是直接用古夫內藏的「獵殺鞭」做為繩索連結甩動進行攻擊，概念上和侵略鋼彈使用的裝備雷同。

#### 克莱因派
- ZGMF-XX09T 德姆騎兵（Dom Trooper）

本體是以ZGMF-X999A量產試作型薩克為藍本設計而成。和薩克戰士同樣是新千禧年系列的機種，整體性能相當優秀，因尤利烏斯條約訂立，禁制一切幻像化粒子技術，包括「海市蜃樓系統」及光束盾技術，然而由於機體操作複雜，使得本機在札夫特機師中的評價並不高，大大減低本機價值，因而令機體僅僅生產數台便停止開發，使在主力量產機的評比中輸給薩克戰士而未能量產。（亦有傳言是滲透到札夫特內部的克莱因派終端機（Terminal）成員從中作梗）。
之後被克萊茵派取得資料並追加若干修改後，將完成的三架投入實戰。
本機與薩克勇士一樣，同為ZGMF-X999A量產試作型薩克發展而成，因此有著與薩克相同的背包插槽，可實現兩種機體互相交換背包的機能。德姆騎兵原本預定在重力環境下使用，所以在雙腳加上懸浮引擎，令機體即使擁有比其他MS更厚重的體型，速度卻更勝一籌。
主要火炮為JPS36X無誘導火箭炮，針對中遠距離戰需要，炮身主體為遠距離榴彈炮，而炮底則裝備光束槍，更可同時作出光束、實彈攻擊。MA-X848HD強化型光束軍刀是由ZGMF-X20A Strike Freedom武器「蝎虎座」發展而成。至於裝備於雙手手背的光束盾，並非原裝設計，而是終端機（Terminal）自行改裝而成。原本設計包括專用背包「騎士背包」，但由於終端機（Terminal）物資短缺，該設計並無實現，改為配備簡化型背包，及光束劍插口。
而德姆騎兵最特別裝備，便是位於機體左胸G14X3IZ型粒子炮。該武器在使用時，會散發光束粒子，形成猶如「雲」的光束層，覆蓋機體。由於粒子性質與光束槍一樣，故能對光束層外機體構成損害。Terminal的德姆騎兵，一般會以三人小隊出戰，戰鬥時，整個小隊以高速朝敵機突進，隊長機在前釋放粒子，兩部成員機在後方進行炮擊，這種戰法被稱為「Jet Stream Attack」（噴射氣流攻擊）。

### 试作型
札多及克莱因派开发的核能机体（型号后缀为A）的操作系统开机画面显示的名称为Generation : Unsubdued Nuclear Drive/Assault Module。采用重氫供能的ZGMF-X23S Saviour、ZGMF-X24S Chaos、ZGMF-X31S Abyss、ZGMF-X56S Impulse、ZGMF-X88S Gaia的操作系统开机画面显示的名称为Generation Unrestricted Network Drive/Assault Module。采用核·重氫混合供能的ZGMF-X42S Destiny和ZGMF-X666S Legend的操作系统开机画面显示的名称为Gunnery United Nuclear-Duetrion Advanced Maneuver system。

#### 第一世代ZGMF-X系列试作MS
- YMF-X000A 勇士鋼彈（ドレッドノートガンダム、Dreadnought Gundam）

外傳漫畫《SEED X ASTRAY》中登場的機體，C.E.71年，扎夫特为提供反中子干扰器及龙骑兵系统的测试平台制造了YMF-X000A 勇士鋼彈（Dreadnought）。作為MS搭載核子動力爐的試驗機，雖然是鋼彈型機種，但骨架則是沿用自蓋茲，在完成測試後就遭到解體，但是後來在西蓋爾·克萊因議長的計畫下落入JUNK 廢物商公會之手，在馬爾奇歐導師的私下交涉下被運出札夫特，目的是利用反中子干擾器解決地球上能源不足的問題，由马尔奇奥导师的代表普雷亚·雷腓力驾驶。另外本機的試作型反中子干擾器搭載在頭部內，而且範圍廣泛至一個宙域的等級。運送過程中被“巨蛇之尾”奪去搭載反中子干擾器（NJC）的頭部。而廢物商的羅·裘爾受導師馬爾奇歐導師之託回收被破壞的此機，用蓋茲（GuAIZ）的部件維修此機。由於無法使用核動力，本機改造後使用電池電源，並且無法持續使用PS裝甲。後來在叢雲劾的協助下，羅將機體頭部裝回本體上
在战争期间，普雷亚与欧亚联邦人员，CAT1-X1/3 亥伯龙鋼彈一号机（Hyperion Gundam Unit 1）的驾驶员卡纳得·帕尔斯有数次战斗。在他们的决战中，亥伯龙鋼彈被摧毁，而普雷亚为了救出机体陷入核暴走的卡纳得牺牲了自己。后来，卡纳得与廢物商驾驶员罗·裘尔将勇士鋼彈改造为YMF-X000A/H 勇士鋼彈Η，名称中的「Η」读作希腊字母「Eta」。由于通常形态下背后的加农炮的形状类似希腊字母「Η」，因此取了这个名字。一说来自亥伯龙鋼彈（Hyperion Gundam）名字首字母的「H」。
配備有全方位攻擊武器「鯊式龍騎兵」，能夠作為有線式使用，也能無線遙控操作，另外還有存在於設計圖階段的多用途有線式砲塔追加裝備（是4具大型光束炮莢（共36門炮）），但是後來扎夫特並沒有將其完成。不過克萊因前議長將設計圖交給“沙漠之虎”安德列·渥特菲德，而渥特菲德則交給了羅·裘爾將其完成。羅在宇宙太空站“天之御柱”製作這個巨型部件後，裝備在勇士鋼彈上，其完全裝備的形態被羅另外命名為「X異端鋼彈」（Xアストレイ）。改造后的本机移除了勇士鋼彈的一些武器，并增加了亥伯龙鋼彈的特色。龙骑兵系统被整套移除，由一套光束加农炮/光束军刀所取代，因为卡纳得没有操纵龙骑兵系统所必需的良好空间感。在炮击模式下，加农炮位于肩部上方，与亥伯龙鋼彈的「吹牛」光束加农炮类似。在剑装模式下，加农炮可于臂下挥动，功能相当于光束军刀，组件后面的对空机关炮则置于肩上。髋甲上的远程制导「鲨」光束感应炮被亥伯龙鋼彈的「甲胄之光」光波防御屏取代，使用时装于前臂作装甲光罩。最后本机继承了亥伯龙鋼彈的「Zastava Stigmate」光束机关炮。
- ZGMF-X09A 正義鋼彈（ジャスティスガンダム、Justice Gundam）
- ZGMF-X10A 自由鋼彈（フリーダムガンダム、Freedom Gundam）
- ZGMF-X11A 重生鋼彈（リジェネレイトガンダム、Regenerate Gundam）

作為第一世代的ZGMF-X系列试作機之一，搭載了類似神盾鋼彈的變形結構，同時為了容納更複雜的變形結構而將機身大型化，也因此得以使用與一般機型相比甚為強力的武裝。
值得一提的是，其駕駛艙是設置在背包中，因此能在戰鬥中隨時更換整架MS軀體，背包本體也能夠與其他擁有背包接口的MS接合並強制奪取後者的操控權。
後因故遭到聯合軍捕獲，重新修復的本機背包被裝在同樣從札夫特手中取得的原型救星鋼彈身上。
- ZGMF-X12A 聖约鋼彈（テスタメントガンダム、Testament Gundam）

作為第一世代的ZGMF-X系列试作機之一，聖約鋼彈的開發目的是為了測試VPS裝甲及攻擊者背包的換裝結構，因此除了背後擁有攻擊者背包系統的接頭以外，也是札夫特首架搭載VPS裝甲的機種。
原本被秘密存放在創世紀α，但後來遭到地球聯合軍的情報機關潛入偷走。之後另外建造的2號機來不及完成，戰爭就宣告終結，也因此處於骨架狀態的2號機就此遭到棄置。
- RGX-00+AQM/E-X05 神兵型聖約鋼彈（Divine Testament Gundam）

地球聯合軍自創世紀α偷走聖約鋼彈後，將編號改為RGX-00並搭載特別設計的「神兵型攻擊者背包」及量子病毒放射器。
其裝備的量子病毒放射器在於能夠直接干擾MS的量子電腦系統，竄改敵機的顯示螢幕等資訊，能導致敵機判斷失誤或是達到間接匿蹤的效果，但是對直接目視無效。
而之後本機在圍繞著創世紀α的紛爭中被傭兵凱特·馬蒂坎捕獲（量子病毒放射器則在此役中毀損無法修復），並將本機改造成其專用機。
- ZGMF-X12 異端鋼彈非規格機（Gundam Astray Out Frame）

廢物商公會的羅·裘爾在創世紀α中找到的、處於骨架狀態的聖約鋼彈2號機，因為骨架類似異端鋼彈而命名之。在前往火星之際將本機連同公事包型電腦「8」交給了記者傑斯·里布爾，之後本機成為傑斯在戰地採訪時的攝影器材。而在傑斯·里布爾取得该机时，背部装备的是有机械臂的背部连结装置。后来为了取材的方便，公事包型電腦「8」订造并通过该装置安装上新装备“背包屋”。之后在一次危机中，排除了背部连结装置的异端的背部露出的竟然是GAT-X105系列的武装接口，可装备联合的MS用的攻擊者背包，并依靠它化解了几次危机，之后更设计了G飞行装备的外接式飞行装备方便采访。
和原本的聖約鋼彈最大的差異在於並未配備反中子干擾器及PS裝甲，而是使用電池動力及輕量的發泡金屬（因此型號中沒有代表核動力機的A）
因為是進行攝影採訪的非戰鬥用機體，故沒有配備常規武裝。仅配备了一对“破甲者”战斗小刀和一对光束标牌，而光束标牌也主要用于发射信号，但也可以作为光束剑、光束盾、光束鞭甚至光束双节棍使用，作为光束盾使用时，甚至可以抵御阳电子破城炮的直击。此外，该机在之后也配备了专用的光束步枪和专用护盾，用以自卫。
背包屋是公事包型電腦「8」為了杰斯到南美的长时间取材的需要，而自行设计向废物商公会订造的，是靠背部连结装置的机械臂固定在背部的。如字面所述，它主要的功能就是为傑斯提供生活空间，兼长距离移动用的大容量电池。并且也可以当作储存库来收纳机材。生活空间分为3层（顶层浴室；中间层厨房，后改为赛托娜的房间，底层是杰斯的房间）。而背包屋的顶部配备有两门三联装烟雾弹发射器，可帮助机体在迷雾中逃离现场。此外，背包屋还配备了一面迷彩斗篷，采用特殊材料制成，能够令该机融入周边环境，起到隐形效果。在南美取材期間，傑斯被联合的MS群围攻，並利用该机的背部的接口与FX-550空中霸王所携带的AQM-E/X01 翔翼型突击者背包结合飞出重围。在P.L.A.N.T.取材时，陷入不明炮台的攻击而身陷险境的非规格机，利用发现的AQM-E/X03 重炮型突击者背包杀出一条路。而由于非规格机的高探测能力，估计其使用炮战背包的潜力比正规机更高。
之后公事包型電腦「8」根据杰斯过去的取材经验，考虑到傑斯的取材方面的问题而设计了一套G-飞行装备，并由废物商公会制造。该装备的设计参考了GAT-333 侵略鋼彈全規格式樣的MA形态时的外形，有着能够长距离飞行的优点，可让非规格机单独长距离移动，还适合应用于需要高速移动的取材中。
在軍火庫一號抢夺事件后，傑斯驾驶的本机在创世纪α的外围与神兵型聖約鋼彈交战而严重损毁，之后由罗·裘尔利用扎夫特为非规格机准备的原本的装甲将其修复并小部分改造，变成了ZGMF-X12D 異端鋼彈非規格機D。
- ZGMF-X12D 異端鋼彈非規格機D（Gundam Astray Out Frame D）

非規格機因為遭受神兵型聖約鋼彈的襲擊嚴重受損，為了應對神兵型聖約鋼彈的攻勢而由羅·裘爾重新改造而成。
原本的非規格機外裝多是採用拼裝零件，因此外觀和原本的聖約鋼彈相差甚大，D型則較以往更接近原本的樣貌。
為了對抗神兵型聖約鋼彈的量子病毒，在頭部另外增設了能以目視進行觀測的副座艙。
另外，虽然不值一提，不过腰部还是装备着光束信号器（可作光束剑）。而且背部的突击者背包接口依然尚在，非规格机能够使用的设备在该机上依然得到了沿用，也可以使用G飞行器、背包屋等装备。在使用G飞行器时，依然继承了能够长距离飞行的优点，可让非规格机D单独长距离移动，还适用于需要高速移动的取材中。此外罗·裘尔还额外为傑斯设计了一款相机枪版本的王者之剑。
- ZGMF-X13A 天帝鋼彈（プロヴィデンスガンダム、Providence Gundam）

《SEED》中的拉烏·魯·克魯澤於故事末期所搭乘的機體。
札多利用從地球聯合軍強奪而來的四部G兵器的資料，並導入P.L.A.N.T.自身的最新技術所開發出酷似G兵器的新型機，是應用了核引擎、小型光束兵器和PS裝甲的先進機體。
本機亦搭載了中子干擾調解器，以核能驅動，因此除非核原料耗盡，否則本機的能源供應理論上是半永久狀態。
身為大戰中第一台正式把無線誘導型光束兵器「龍騎兵系統」投入實戰的MS，十一支突擊光束機動砲脫離本機後可依駕駛員的意志進行全方位攻擊。
此外機體OS亦安裝最新系統「G.U.N.D.A.M.COMPLEX」以提升操控靈敏度，因設定為砲擊型，因此全機披上重裝甲。
雖然天帝鋼彈在第二次雅金·杜威攻防戰最後被「創世紀」消滅，但本機還是被評為C.E.71年最強的MS，其龍騎兵系統在戰後評為最優秀的武器。

#### 第二世代ZGMF-X系列試作MS
- ZGMF-YX21R 救星鋼彈原型機（プロトセイバー、Proto Saviour）

為ZGMF-X23S 救星鋼彈的原型機，後因故被讓渡於歐普軍，P.L.A.N.T.的軍械庫一號發生「第二世代系列」MS強奪事件時仍在歐普而逃過一劫。不過，開戰前被歐普當作禮物移交給地球聯合軍特務情報局手中，並被賦與新的型号「RGX-04」。
- ZGMF-X23S 救星鋼彈（セイバーガンダム、Saviour Gundam）
- ZGMF-X24S 混沌鋼彈（カオスガンダム、Chaos Gundam）

被联合夺走后型号改为RGX-01。
- ZGMF-X31S 深淵鋼彈（アビスガンダム、Abyss Gundam）

被联合夺走后型号改为RGX-02。
- ZGMF-X56S 脈衝鋼彈（インパルスガンダム、Impulse Gundam）
- ZGMF-X88S 蓋亞鋼彈（ガイアガンダム、Gaia Gundam）

被联合夺走后型号改为RGX-03。

#### 第三世代ZGMF-X系列試作MS
- ZGMF-X42S 命運鋼彈（デスティニーガンダム、Destiny Gundam）
- ZGMF-X666S 傳說鋼彈（レジェンドガンダム、Legend Gundam）

在天堂基地战役前被交付给阿斯兰·萨拉，但是由于阿斯兰在当天夜间叛逃，所以本机驾驶员变更为雷·札·巴雷尔，弥赛亚攻防战后被札夫特连同泰莉亚舰长驾驶的扎古战士一同回收。

##### 克莱因派
- ZGMF-X19A 無限正義鋼彈（インフィニットジャスティスガンダム、Infinite Justice Gundam）
- ZGMF-X20A 攻擊自由鋼彈 （ストライクフリーダムガンダム、Strike Freedom Gundam）

《機動戰士鋼彈SEED DESTINY》虛構的有人式人型機器兵器（MS），前作《機動戰士鋼彈SEED》主角煌·大和於故事後半搭乘之座機。機體名「Strike Freedom」分別為英語的「突擊」與「自由」，機體設計為大河原邦男，擁有壓倒性的強大火力，以殲滅敵方大部隊為運用思想的核心，為打造扎夫特的次期量產機所開發出的ZGMF-X系列機體，自由鋼彈的直接後繼機。

## 歐普軍

### M1異端式
- MBF-M1 M1異端式（M1 Astray）

歐普的第一代泛用量產MS，主要由歐普軍士兵駕駛。為確保歐普的自我中立的地位，也確保不讓其它國家攻陷，歐普國必需要有一定數量的軍事武器保護，因此由曙光社以五台盜取GAT-X（G兵器）系列同樣的技術製造出的異端鋼彈（分別：MBF-P01、MBF-P02、MBF-P03和零件狀態的MBF-P04、MBF-P05）為基礎開發出MBF-M1 M1異端式。是将集团战斗作为运用的第一要义而将多余装备舍弃，追求简略化、机能限定化以及生产性提高。MBF-M1 M1異端式的背包接口设计沿用了突擊高達的资料，开发出了类似于突擊高達翔翼型（Aile）攻擊者背包的推进器。與地球聯合軍的GAT-X系列相同，擁有光束武器。硬體成功開發後，一直停留在操作系統開發。最初使用「海利歐波里斯」設計的測試版作業系統，而經過多次更新也未有很大的進展，只是操縱MS作出基本的活動也很費力。之後歐普提出以作業系統開發及突擊高達的戰鬥資料以作為大天使號及突擊高達的補給交換條件，而大天使號方面亦答應此條件。因此，由煌·大和為M1異端式開發一套完整的作業系統給自然人駕駛者。机体设计完成于C.E.71年1月下旬，OS完成于4月下旬。该机的第一次出击是在为了抵御地球联合的侵略而爆发的歐普解放戰，虽然机体性能并不逊于联合军的MS，但是巨大的数量差异还是使得歐普遭到了国灭的命运。之后，剩余的M1異端式随同大天使号以及草薙号进入宇宙，在之后作为三舰同盟的主力MS部队而继续活跃直至终战，为三舰联盟扭转战争局势起到了不可忽视的巨大作用。其名子前面的M1是為了和初期開發的五架異端鋼彈作區分而命名。其他國家都直接稱呼為異端鋼彈，但歐普的技術人員和駕駛員就多稱呼為M1，其由來是量产型1号機，意思為（Model 1）。战后，随着后继机MVF-M11C 村雨（Murasame）的量产，M1異端式逐渐退居二线或者列装于航母上，与村雨形成高低搭配。
機體型式
- 類型：量產形MS
- 隸屬：歐普、三艦同盟
- 駕駛：歐普軍士兵
- 全高：17.53米
- 重量：53.5公噸
- 裝甲材質：發泡金屬
- 主要顏色塗裝：（地球型）白、黑、紅；（宇宙型）白、黑、藍

機體武裝
基本武裝
- 75mm 對空自動火神砲砲塔系統「豪豬陣」× 2（裝設於頭部，左右各一）
- 70式光束軍刀 × 2（使用時持於右手；不使用側保存在背部）
- 71式光束步槍 × 1（使用時持於右手；不使用側放在腰背）[注释 18][8]

MBF-M1 + EF-24R M1異端式伯勞鳥裝備型（M1 Astray Shrike）
是安装了大气圈内特殊飞行用装备——EF-24R型飞行背包“伯劳鸟”后的改良型MBF-M1 M1異端式。
作为能够以最小成本就可令M1異端式飞起来的组件，伯劳鸟飞行装备可以说是最适合的升级方案。该装备通过直接挂装于M1異端式的背部背包上，通过左右各一具向后延展的大型双进气升力风扇（离心式或混流式）让机体可以具备垂直起降战斗机的部分功能。另外，升力风扇的排气就是压缩空气，没有对机体烧蚀和喷气回吸的问题，这为部队快速升空迎战来自空中的敌方打击力量以及延长机体装备寿命提供了极为宝贵的高性价比支持。
不过，作为一款应急目的的升级方案，该装备的升力风扇并不能为机体提供有效的高速机动能力支持，所以仅能借此装备让大部分尚在服役的M1異端式可以在大气圈内短途飞行，为歐普群岛近海海域的低空防卫、侦察、索敌能力提供较为有效的保障。而还有一部分机体则部署在诸MS航母上，与MVF-M11C 村雨（Murasame）形成高低空搭配，为MS航母战斗群的立体战斗能力贴上了有效的护身符。
- 「豪豬陣」75mm 多槍管 CIWS × 2
- 70式光束軍刀 × 2
- 71式光束步槍 × 1
- EF-24R「伯勞鳥」飛行旋轉翼 × 1（裝設於背部）[8]

MBF-M1A M1A異端式（／M1A Astray）
MBF-M1 M1異端式的宇宙戰型號，被運用作天之御柱的防衛部隊。因為是宇宙戰型（局地戰用），故骨架塗裝與異端鋼彈藍色機相近，所以可以看作是MBF-P03异端高达蓝色机的量产型。初号机于C.E.71年6月初完成，同年6月16日歐普陷落后，由薩哈克家负责“天之御柱”的管理及运用，M1A異端式的生产也在同时进行着。
由于M1A异端预定是在无重力及低重力情况下的宇宙空间作战而设计的，所以与M1异端相比雙腳結構調整被為AMBAC用，只能在重力下作簡單步行與降落，但在AMBAC机动时的反应却提高了30%。由于增设及强化了推进器，使得该型机的空间机动性能大幅提高。此外，为在防卫空间站时提高各机的配合，技术人员对M1A异端头部的V字型天线也进行了大型化处理，令本机在轨道上的电子通信能力进一步增强。並配備有狙擊用光束步槍，它是专为在轨道上进行超长距离射击用而开发的，载有可根据地球周边磁场来计算光束偏向差并进行瞄准补正的系统及高精度探测器，在最合适的条件下有效射程长达400千米，具有极高的命中精度。除此以外，与M1异端同样装备了75mm 對空自動火神砲砲塔系統「豪豬陣」以及2把70式光束軍刀。

### 村雨
- MVF-M11C 村雨（Murasame）

奧布的第二代泛用量產MS，歐普聯合首長國於C.E.73年後的新型量產機，作為M1 Astray的後繼機成為主要戰力。
儘管歐普擁有雄厚的軍事工業實力，但自烏茲米政權發表歐普中立宣言後，始終堅持側重於本土及沿海地區防衛的國防政策。然而C.E.71年6月，面對大西洋聯邦的聯合軍大舉進攻，致使歐普失陷，烏茲米殉國；停戰雖復國，此事亦令國防總省開始檢討昔日方針，最終得出有必要轉變成足以將兵力投射至遠洋甚至宇宙空間，積極對外的防衛策略。透過建造大批搭載MS的戰艦，建立海上壓制力，以免重蹈往日遭圍攻時只能被動防守之覆轍。此後歐普全力開發各種戰艦和MS，其中最重要戰力，便是擁有足以進行遠洋作戰的大型航空母艦「建御雷神」，以及裝備固定翼、擁有作為戰鬥機攻擊能力的可變形MS「村雨」。
村雨以擔當歐普軍國土防衛為開發目的，同時歐普作為島嶼國家，特別需要優秀空中作戰能力。另外，考慮到當時札夫特已經開發擁有換裝系統的MS，故此本機被賦予可變形結構，以對應大氣層內飛行的戰鬥機型態作戰（由於歐普軍方認為國防軍力，能夠對應更多不同環境更好，本機不單能在地球使用，同樣可對應宇宙空間作戰）。機體輕量化，換來機動性、加速能力、續航距離的大幅提升。同時亦保留背包換裝系統。
本機武裝包括MS型態的標準裝備光束步槍、光束劍、以及MA型態的光束炮及空對空飛彈。機體主翼更裝備與地球聯合軍「空中霸王」相同的對艦飛彈，是兼備MS及戰鬥機作戰能力的高完成度機體。
機體型式
- 類型：量產形可變MS
- 隸屬：歐普、大天使號
- 駕駛：歐普軍士兵、安德列·渥特菲德（沙漠之虎機）、雷德尼爾·奇薩卡（沙漠之虎機）
- 全高：17.82公尺
- 重量：46.88公噸
- 裝甲材質：發泡金屬
- 主要顏色塗裝：白、黃(根據HG模型說明書所示，村雨主色實為黃色，而非一般人所指的金色。)

機體武裝
基本武裝
- 72式「迅雷」光束步槍
- 70J式改光束軍刀 ×1
- M2M5D 12.5mm自動近接防禦火器 ×2
- 72式高能量光束加農 ×1
- 盾牌
- MA形態額外特殊配備
- M2M5D 12.5mm自動近接防禦火器 ×4
- 66A式「疾風」空對空導彈 ×4
- MA形特殊光束砲

MVF-M11C 村雨偵察型（Murasame Reconnaissance Type）
是歐普国防军在MVF-M11C 村雨（Murasame）的基础上，搭载了大型空中早期预警雷达背包后的形态，用于早期警戒／侦察任务。该型机是在村雨上增设侦察用传感器的衍生机种之一，在由于电波侦察和通讯等被大幅度限制的中子干扰的影响下，依靠舰载机的侦察是非常重要的侦察行动，但同时也是十分危险的任务，最好使用武装化的机体进行，侦察型村雨便因此而生。
機體武裝
- 72式「迅雷」光束步槍
- 70J式改光束軍刀 ×1
- M2M5D 12.5mm自動近接防禦火器 ×2
- 盾牌
- 72式高能量光束炮 ×1
- 大型偵察用雷達

MVF-M12A 大月像（／Ootsukigata）
是曙光社以MVF-M11C 村雨（Murasame）为基础开发一款进行长距离攻击的高机动炮战型MS，是预定与村雨型及異端型MS一起连携作战、在敌射程外进行长距离攻击的高机动炮战型机体。
村雨的宇宙用規格，仍然可以變形，不過機翼被移除，右肩上還加裝了磁軌砲，移除了側裙甲上的飛彈以及機翼上的CIWS，其他武器方面保留跟村雨同样装备了光束步枪、光束剑及光束加农炮等武器。不過火器能力因為OS特化的關係大為提升，使在理论上没有中子干扰器的前提下可以一舉辨識128個目標、鎖定32個目標，而实际运用预计在理论值的一半左右。此外，大月像的气密性、强化冷却机能、通讯系统和AI系统的数字数据通道也得到了全面提升。机体脚部和机首盾牌内设有辅助推进器，除了拥有散热板的机能外，还可以在大气环境下用于姿势辅助控制。
由於MVF-M12A 大月像的完成时间较晚，列装部队时已是第二次联合-P.L.A.N.T.的后期。作为预备战力，大月像主要配备于隐匿在月面都市哥白尼、在C.E.74年的弥赛亚攻防战中参战的奥布国防宇宙军出云级宇宙战舰月讀號和素戔嗚尊號两舰上。
機體武裝
- 72式「迅雷」光束步槍
- M2M5D 12.5mm自動近接防禦火器 ×2
- 70J式改光束軍刀 ×1
- 72式高能量光束炮 ×1
- 长距离电磁轨道炮
- 盾牌

STTS/F-400 村雨改
MVF-P11-1428T 村雨 飞行能力试验型
游戏《SD高达G世纪 永恒》的《机动战士GUNDAM SEED Recollection》篇章中登场的机体，由阿斯兰·萨拉驾驶。

### 試作MS
- 異端鋼彈（Gundam Astray）
- MBF-02 Strike Rouge MBF-02 嫣紅攻擊鋼彈（Strike Rouge Gundam[注释 19]）

駕駛員為卡佳里·尤拉·阿斯哈。
本機作為GAT-X105 Strike的再生機，看似為複製品，但內裝性能高於前者，搭載了新開發的大容量電池包「Power Extender」，活動時間得到大幅延長。同時由於能量轉換效率的提升，對PS裝甲的供電隨之增加，副效果就是裝甲啟動色變化為赤色主體，這也是機體名稱「Rouge」的由來，裝甲強度亦提升。
- MVF-X08 星蝕鋼彈（Eclipse Gundam）

是歐普在《尤尼乌斯条约》签订后，为了保障国外歐普籍人士的生命财产安全而秘密开发的一款特装型MS，拥有变形机能，能够变化为战机形态，同时还施加了幻象化粒子胶体，以便进行隐秘机动作战。
- ORB-01 曉（Akatsuki）

ORB-01 Akatsuki的操作系统开机画面显示的名称为General Unilateral Neuro-link Dispersive Autonomic Maneuver。
駕駛：卡佳里·由拉·阿斯哈 → 尼歐·羅安那克（穆·拉·福拉卡）。
本機是以作為歐普軍的旗艦機為前提，而以擁有最大限度的防禦力為考量所開發的。基本設計上可看出骨架的基礎結構與攻擊鋼彈有著相當多的共通點，兩者的開發有可能是同時秘密進行的。

## JUNK 废物商公会
- MWF-JG71 雷斯塔（Raysta）

废物商公会根据第一次联合-P.L.A.N.T.战争时中流出的MBF-M1 M1異端式的资料而製造和銷售的民用MS，通称是“民间用异端”。番号中的“MWF”是“主工作机（Main Work Figure）”的首字母缩写，“JG”表示“废物商公会（Junk Guild）”，“71”则代表C.E.71年制。而“Raysta”这个名字则是将“Astray”重新排列组合而成的。
因為是工程作業用的MS，所以腳部能變形為起重機作工業器械用，雖然不適合從事精細作業，但是力量很大。而且背部可以裝上各種附加零件；駕駛艙備有兩個艙門，可以打開其中一個進行目視工作。
因為是民用機所以不設武裝，不過零件基本上與M1異端共通，必要時也可直接拿M1異端的武裝來使用，頭部為接近刃式的護目鏡形狀，公会除了销售以外，还提供出租。普通机的头部是近似地球联合的刃式的脸。而因工作需要或個人喜好而改造者不計其數，因此有多种经过改造的特装型机体。當中特别受欢迎的是采用「鋼彈頭」甚至改成與三部原型異端鋼彈相差無幾的也是大有人在。頭部雖然能裝備了一般機沒有的兩支刀型天線，但不像傑斯的雷斯塔那樣把感應器作了強化。不過，由於內部零件沿用了大量近乎新品的M1異端的零件，所以基本性能比起一般機高很多。而各關節處雖然裝上追加零件，不過並不是一直裝著固定的橫式，而是可以隨著作業項目來進行更換。
- MWF-JG73 民用異端式JG特裝型（Civilian Astray JG Custom）

是废物商公会在UT-1D 民用異端式DSSD特裝型的基础上改修而来的工作用MS，用以取代老旧的MWF-JG71雷斯塔。该型机是使用全新生产的零件组装而成的，而不是像之前的民用工程MS那样使用通过废旧回收的零件，因此机体的性能大为提高，并且生产简便，成本大大低于民用異端式DSSD特裝型。
首批生产的民用異端式JG特裝型和DSSD特裝型一样，拥有一个面部护罩，但是由使用者反馈上来的信息，多数人表示并不喜欢这样一个护罩，因此在之后生产的批次上便取消了这一装置。
该机一经推出后，便大受欢迎，销量相当不错，基本配色为橙色，但大多数用户会自行涂装成喜欢的配色。而之后由于包括隶属于废物商公会的罗·裘尔驾驶的MBF-P02异端高达红色机在内的异端系列高达的活跃，民间掀起了一股改造民用异端高达的潮流，工会更推出了异端高达红色机、金色机和蓝色机的改装套件，能够将民用异端高达改造成类似上述三机的外貌。不过这类改造花费不菲，且需要更换大约34%的零件，因此大约只有4%的用户会选择进行改装。

## DSSD（深宇宙探察开发机构）
GSX-401FW Stargazer的操作系统开机画面显示的名称为Guider UNmanned Deployment Autonomic Manlpulation。
- GSX-401FW 观星者高达（Stargazer Gundam）

观星者高达是由调整者中立组织「Deep Space Survey and Development Organization（深宇宙探查开发机构，簡稱DSSD）」独自开发的MS。对地球联合及P.L.A.N.T.双方保持中立的DSSD，以探察、开发火星以外轨道宙域为目的而开发了这架非战斗用MS。观星者的最大特征是搭载了被称为“Voiture Lumiere”的行星间推进系统及由于具备了高度的自律性而使高水准的无人运用成为可能。本机及其运用支援系统被统称为“Guider UNmanned Deployment Autonomic Manipulation（无人·自律运用展开教导机）”，首字母的缩写为“GUNDAM”。
背部所搭载的名为“Voiture Lumiere”的行星间推进器，是装备于以能够进出广阔的太阳系宙域为目的而开发的观星者能够单独进行行星间空间航行所使用的划时代的推进系统。如同它的法语名称“光辉的传递者”所表示的那样，本系统根据可变装备机构能够从自由变形成环状的构造体那里，获得伴随着强烈发光现象的长时间持续的高G推力。
由于该机体主要是为了进行探索行动而并非为战斗而开发的，机体本身并无装备武装。紧急状况下可以装备「D.S.S.D」的防卫用保安机「UT-1D 民用異端式DSSD特裝型（Civilian Astray DSSD Custom）」常用的「KSM71/J光束步枪」。
该机体为探索行动采用了新开发的操作系统。名为「Guider.UNmanned.Deployment.Autonomic.Manipulation（无人·自律运用展开教导机）」，顾名思义，机体可在无人操作的情况下自行进行探索宇宙的行动。在有驾驶员参与的情况下，观星者高达采用的是双座复合型驾驶舱，可供两名驾驶员同时对机体进行指令操纵。无人搭乘自主是运动时也可转换成别的零件。
在C.E.73年10月，由于尤尼乌斯7号坠落事件而引发的海啸等灾害威胁到位于地球的D.S.S.D.基地，为了进行观星者的后续研究，该机被送往了D.S.S.D.的特洛伊空间站进行最后的实验。
虽然该机体不是为了投入战斗而开发的，但却搭载了许多当代领先的高机动性科技，例如先进的AI系统，因而引起了聯合軍的注意。在《機動戰士鋼彈SEED C.E.73 STARGAZER》剧集中地球聯合軍的「第81独立机动群——幻痛」曾试图通过武力手段抢夺此机体。而对特洛伊空间站发动了进攻。危难关头，賽雷妮·馬克古里夫和索爾·琉尼·蘭裘驾驶该机出战，与史溫·卡爾·巴揚所驾驶的GAT-X105E+AQM/E-X09S 漆黑攻擊鋼彈交锋，在能源即将耗尽时，赛蕾妮将索尔强制脱出，在D.S.S.D.的人造衛星阿波羅A的推進雷射下强行开启光辉传递者，令观星者高达带着漆黑突击高达送往未知宇宙深处。之后，赛蕾妮利用破损的漆黑攻擊鋼彈的剩余能量，再次开启光辉传递者返回地球，在冬眠状态下，最终航行了669小时后被D.S.S.D的探测船探测到并回收。
- UT-1D 民用異端式DSSD特裝型（Civilian Astray DSSD Custom）

DSSD在第一次联合-P.L.A.N.T.战争结束后，在曙光社技术人员和廢物商公會的协助下，以MBF-M1A異端式为基础开发而来一款多用途MS，用于进行深空作业以及太空站的自卫。番号中的“UT”亦即“多用途（Utility）”之意。由于D.S.S.D.的主要任务便是深空探索，因此该型机的头部搭载了高精度化光学传感器，因此在頭部加裝了面罩防止感應器在探測作業中受損，而原本的V字型天线也更换成了简易的集成天线系统，因此有着与M1A异端十分相异的外形。而推進器也為了延長作業時間采用了传统推进器和电磁推进器组合的混合推进系统
作为自卫用MS，该型机的武装配备并不强劲，唯一的武裝是「KSM71/J光束步枪」、一柄光束軍刀，不過考量到自衛用途有加裝輕合金盾牌
D.S.S.D.在特洛伊空间站中配备了相当数量的该型机。在幻痛部队攻打空间站时，作为防御部队的同型机遭到大量击毁，但依然趁敌方其中一架MS——GAT-X103AP翠绿暴风高达能源耗尽之时，将其摧毁。

## Librarian（图书管理员）
- LR-GAT-X102 暴雨決鬥鋼彈（Regen Duel Gundam[注释 20]）
- LH-GAT-X103 雹陣暴風鋼彈（Hail Buster Gundam）
- LG-GAT-X105 疾风攻擊鋼彈（Gale Strike Gundam）
- LN-GAT-X207 迷霧電擊鋼彈（Nebula Blitz Gundam [注释 21]）
- LN-ZGMF-X13A 吹雪天帝鋼彈（Nix Providence Gundam）
- LV-ZGMF-X23S 旋風救星鋼彈（Vent Saviour Gundam [注释 22]）
- MBF-P02 異端鋼彈紅色機再生產型（Gundam Astray Red Frame Reproduced）
- MBF-P05LM 異端鋼彈幻惑機（Gundam Astray Mirage Frame）

- MBF-P05LM2 異端鋼彈幻惑機二期型（Gundam Astray Mirage Frame 2nd Issue）
- MBF-P05LM3 異端鋼彈幻惑機三期型（Gundam Astray Mirage Frame 3rd Issue）

## 火星移民
- GSF-YAM01 △異端鋼彈（GSF-YAM01 Δ Astray/GSF-YAM01 DELTA ASTRAY）

是火星移民奥斯特雷尔殖民地开发的第一款MS，是利用了D.S.S.D.的部分技术，并且在C.E.72年從地球來訪的废物商公会羅·裘爾的帮助下开发出来，可以说是火星技术和地球技术相融合的成果。因為是在距離太陽極遠、不適合太陽能發電的火星製造，所以動力源使用的是用核动力引擎。
- GSF-YAM02 防護盾（GSF-YAM02 Guardshell）
- GSW-M02 火星坦克（GSW-M02Mars Tank）

## 世界和平監察組織「羅盤」
飞升自由高达操作系统开机画面显示的名称为General Unilateral Neuro-link Dispersive Autonomic Maneuver。
- STTS-909 振揚自由鋼彈（STTS-909 Rising Freedom Gundam）

總高度：17.80m，總重量：67.90t，能量來源是超小型能源電池。配備可變機能。是使用前代「ZGMF-X20A攻擊自由鋼彈」的作戰資料進行設計，並融入了「MVF-M11C村雨」的可變技術框架。
此外，武器是由P.L.A.N.T.製造商開發和製造的，匯集了超越國家和機構界限的最新技術。雖然它是最先進的機體，但與之前的攻擊自由鋼彈相比，它的特點在於駕駛艙尺寸比較大。
擁有多種用於遠程戰鬥的武器，並使用了可以無效化實體彈的可變相轉移裝甲(VPS裝甲)。它也是一種多用途機體，可以根據操作方法，透過改變武器的使用方式，靈活運用的機體。
- STTS-808 不朽正義鋼彈（STTS-808 Immortal Justice Gundam）

總高度：18.50m，總重量：71.62t，能量來源是超小型能源電池。配備可變機能。是利用「ZGMF-X19A無限正義鋼彈」的作戰數據，將歐普開發的可變技術與「MVF-M11C村雨」結合設計。
完成與「STTS-909 振揚自由鋼彈」相同的框體，全周天監視器的駕駛艙和操作系統也與振揚自由鋼彈相似。也同樣具有變形機能，能變形後單機突入大氣層執行作戰任務。
背面的「DF2Mk3 Skydart升降機系統」具有比無限正義鋼彈的子機更強的推力，運動性也很高。
「Immortal」，有「不朽」的意思，與「ZGMF-X09A正義鋼彈」的作戰艦「永恆號」類似。
- ZGMF-56E2/α 威力型脈衝鋼彈 SpecⅡ（ZGMF-56E2/α Force Impulse Gundam Spec II）
- ZGMF-2025/F 傑爾古格猛士（ZGMF-2025/F GELGOOG Menace）

總高度：19.50m，總重量：73.51t。
這架機體是札夫特開發的，作為薩克戰士的後繼機。目前正在羅盤部隊上進行測試。
從開發之初起，背包B.O.L.E.L.O就被設計為將功能區分為宇宙用「S」和大氣用「A」，並通過盡可能標準化零件和製造工藝，目的是生產和運營成本降低。
B.O.L.E.L.O A的結構考慮了升力等空氣動力特性，並配備了注重飛行速度的多個推進器。
- ZGMF-2027/A 吉昂激流（ZGMF-2027/A GYAN Storm）
- ZGMF/A-262B 强袭自由高达贰式（ZGMF/A-262B Strike Freedom Gundam Type II）
- ZGMF/A-262PD-P 非凡强袭自由高达（ZGMF/A-262PD-P Mighty Strike Freedom Gundam）
- MDE262S 榮耀防衛者（Proud Defender）

在劇場版出現，由拉克絲所駕駛的支援型MA，可跟全能攻擊自由鋼彈合體，並成為提供額外能源的輔助翼和輔助武裝，同時進行武器系統連線。
該機體可賦予全能攻擊自由鋼彈，能鎖定成千上萬敵人，並從翼端放電將敵人燒成灰燼的大規模破壞能力。
另外可藉由羅盤組織理事長拉克絲授予權限，啟動隱藏於全能攻擊自由鋼彈頭冠中央的反物質武器「粉碎者（Distruptor）」，具有貫穿、割裂敵軍大艦隊和要塞的巨大破壞力。

## 基金國
- NOG-M1A1 黑騎士破壞神小隊機（NOG-M1A1 BLACK KNIGHT SQUAD Shi-ve.A）
- 黑騎士暴風神小隊機（BLACK KNIGHT SQUAD Rud-ro.A）

## 其他
- NMS-X07PO 杰尔·菲尼特（Gel Finieto）（ゲルフィニート）

《机动战士GUNDAM SEED ASTRAY》中登场的试作特殊战用MS，是由阿克泰翁工業所开发制造的新型试作机，也是该公司着手开发的第一台MS。作为阿克泰翁工業开发的第一台MS，杰尔·菲尼特的开发得到了情报贩子坎纳夫·鲁基尼的技术协助，而该机在出力、机动性等方面只能说是中规中矩，但其特殊之处便在于机体两侧的平衡翼。这对平衡翼如同六枚机械爪，能够利用幻象化粒子为媒介，在一定范围内散播强力的电脑病毒，黑入敌机系统，除了可以将自机存在从敌机传感器中消除，令自机成为“不可见”的存在，更可以通过控制对方系统而对敌机加以操控。但是由于散播范围有限，且病毒无法穿透强力磁场影响电脑，因此该功能也存在一定缺陷。阿克泰翁工業最初曾打算将该机售卖给扎夫特，但却没能成功。

## 型号含义

### 札多
AMA：Aerial Maneuver Attacker（航空机动攻击型）
AMF：Aerial Maneuver Fighter（航空机动战士）
SSO：Support/Special Operation（特殊战支援）
TFA：Terrestrial Fighter Artillery（地面炮兵战士）
TMF/A：Terrestrial Maneuver Fighter/Attacker（地面机动战车攻击型）
UMF：Underwater Maneuver Fighter（水下机动战士）
ZGMF：Zero-Gravity Maneuver Fighter（无重力下用机动战士）
X（末尾）：experiment（试验型）
A（末尾）：Atomic（核能型）
C（末尾）[例如AWACS]：Carry（天线罩搭载）
DE：directional emission（定向发射）
R：Reinforced（强化型）

### 大西洋联邦
GAT：Gressorial Armament Tactical（战术步行兵器）
GFAS：Gressorial Fortress Armament Strategic（战略步行兵器要塞）
Mod.（末尾）：modified（修正型）
TS-MA：Theater Suppression-Mobile Armor（前线镇压机动兵器）
L（末尾）：Lightweight clothing
E（末尾）：Enhanced（强化型）

### 欧亚联邦
CAT：Composition Armament Tactical（战术组合兵器）
G（末尾）：Ground Type（陆战型）

### 歐普
MBF：Main Battle Figure（主要戰鬥機體）